# Nhà Nguyễn
Nhà Nguyễn (chữ Nôm: 茹阮, chữ Hán: 阮朝; Hán-Việt: Nguyễn triều) là triều đại quân chủ cuối cùng trong lịch sử Việt Nam. Nhà Nguyễn được thành lập sau khi Nguyễn Ánh (Gia Long) lên ngôi hoàng đế năm 1802 và kết thúc khi Bảo Đại thoái vị vào năm 1945, tổng cộng là 143 năm. Triều Nguyễn là một triều đại đánh dấu nhiều thăng trầm trong lịch sử Việt Nam, đặc biệt là cuộc xâm lược của người Pháp giữa thế kỷ 19.
Từ năm 1802–1884, các vua nhà Nguyễn nắm toàn quyền quản lý đất nước, trải qua 4 đời vua: Gia Long, Minh Mạng, Thiệu Trị, Tự Đức. Gia Long và sau đó là Minh Mạng đã cố gắng xây dựng Việt Nam trên cơ sở nền tảng Nho giáo. Trong thời kỳ này, nội bộ đất nước không ổn định, triều Nguyễn ít được lòng dân, chỉ trong 60 năm đã xảy ra hơn 400 cuộc nổi dậy của người dân. Gia Long tăng thuế khóa và lao dịch quá nặng khiến người dân bất bình, đến thời Minh Mạng thì lại diễn ra nhiều cuộc chiến tranh giành lãnh thổ ở Campuchia nên đã khiến ngân khố cạn kiệt, đến thời Tự Đức thì mọi mặt của đất nước đều sút kém. Từ thập niên 1850, một nhóm trí thức Việt Nam, tiêu biểu là Nguyễn Trường Tộ, đã nhận ra sự trì trệ của đất nước và yêu cầu học hỏi phương Tây để phát triển công nghiệp – thương mại, cải cách quân sự – ngoại giao, nhưng họ chỉ là thiểu số, còn đa số quan chức triều Nguyễn và giới sĩ phu không ý thức được sự cần thiết của việc cải cách và mở cửa đất nước nên Tự Đức không quyết tâm thực hiện những đề xuất này. Nước Đại Nam dần trở nên trì trệ, lạc hậu và đứng trước nguy cơ bị thực dân châu Âu xâm chiếm.
Từ năm 1884–1945, Đại Nam bị Pháp xâm lược và đô hộ, kể từ khi quân Pháp đánh Đà Nẵng và kết thúc sau khi Hoàng đế Bảo Đại thoái vị. Tháng 8 năm 1858, Hải quân Pháp đổ bộ tấn công vào cảng Đà Nẵng và sau đó rút vào xâm chiếm Gia Định. Tháng 6 năm 1862, vua Tự Đức ký hiệp ước cắt nhượng ba tỉnh miền Đông cho Pháp. Năm 1867, Pháp chiếm nốt ba tỉnh miền Tây kế tiếp để tạo thành một lãnh thổ thuộc địa Cochinchine (Nam Kỳ). Sau khi củng cố vị trí vững chắc ở Nam Kỳ, từ năm 1873 đến năm 1886, Pháp xâm chiếm nốt những phần còn lại của Việt Nam qua những cuộc chiến ở Bắc Kỳ. Đến năm 1884 thì nhà Nguyễn chính thức công nhận quyền cai trị của Pháp trên toàn Việt Nam. Pháp có thực quyền cai trị, còn các vua nhà Nguyễn tuy vẫn giữ ngôi vua nhưng chỉ còn là bù nhìn, quân Pháp có thể tùy ý phế lập vua nhà Nguyễn sau đó. Giai đoạn này kết thúc khi Nhật đảo chính Pháp nhưng thua khối Đồng Minh do Mỹ dẫn đầu trong Thế chiến 2 rồi Bảo Đại tuyên bố thoái vị ngay sau đó vào ngày 30 tháng 8 năm 1945 sau khi Nhật Bản đầu hàng quân đội đồng minh.

## Thời kỳ độc lập

### Thành lập
Năm 1778, Nguyễn Ánh quay lại và tập hợp lực lượng chiếm được Gia Định và đến năm 1780, ông xưng vương. Trong mùa hè năm 1781, quân đội của Nguyễn Ánh lên đến khoảng 3 vạn người với 80 chiến thuyền đi biển, 3 thuyền lớn và 2 tàu Bồ Đào Nha do giám mục Bá Đa Lộc giúp Nguyễn Ánh mời được. Ông tổ chức tấn công Tây Sơn đánh tới tận đất Phú Yên nhưng sau cùng phải rút chạy vì gặp bộ binh rất mạnh của Tây Sơn. Tức giận vì tốn kém nhưng không thu được kết quả, quan lại Gia Định để cho một người phụ việc của Bá Đa Lộc là cai cơ Manuel (Mạn Hòe)[a] lập mưu giết chết các tay lính đánh thuê Bồ Đào Nha và cướp tàu của họ.
Tháng 3 năm 1782, Nguyễn Huệ cùng vua Thái Đức mang quân thủy bộ Nam tiến. Tây Sơn đụng trận dữ dội ở sông Ngã Bảy, cửa Cần Giờ với quân đội nhà Nguyễn do chính Nguyễn Ánh chỉ huy. Dù lực lượng thuyền của Quân đội Tây Sơn yếu hơn, nhưng họ đã phá tan quân Nguyễn, buộc Manuel tự sát, tuy vậy cũng thiệt hại khá nhiều binh lực. Nguyễn Ánh bỏ chạy về Ba Giồng, rồi có khi trốn sang tận rừng Romdoul, Chân Lạp. Vua Thái Đức khi tấn công Nam Bộ tại Cù lao Phố đã gặp phải sự chống đối mạnh của người Hoa ủng hộ Nguyễn Ánh tại đây khiến cho một thân tướng là Đô đốc Phạm Ngạn tử trận, binh lính thương vong nhiều, nên ông rất đau đớn rồi nổi giận ra lệnh tàn sát người Hoa ở Gia Định để trả thù. Việc này đã cản chân quân đội nhà Tây Sơn trong việc truy bắt Nguyễn Ánh, khiến cho Nguyễn Ánh có cơ hội quay trở về Giồng Lữ, một đô đốc Tây Sơn là Nguyễn Học đem quân đuổi theo Ánh bị quân đội nhà Nguyễn bắt giết khiến cho Nguyễn Ánh có được 80 thuyền của quân đội nhà Tây Sơn. Nguyễn Ánh thấy vậy định kéo về chiếm lại Gia Định nhưng đụng Nguyễn Huệ dàn binh quay lưng ra sông đánh bại khiến Nguyễn Ánh phải chạy về Hậu Giang, Rạch Giá, Hà Tiên rồi theo thuyền nhỏ trốn ra Phú Quốc.
Sau khi chiến thắng quân Bát kỳ của nhà Thanh, vua Quang Trung đang chuẩn bị phối hợp với Nguyễn Nhạc đem quân vào Nam đánh Gia Định thì đột ngột qua đời (1792), con là Nguyễn Quang Toản còn nhỏ tuổi lên nối ngôi, hiệu là Cảnh Thịnh. Loạn lạc liền nổ ra ở Bắc Hà, sĩ phu trung thành với nhà Lê nổi lên tôn Lê Duy Cận làm minh chủ. Duy Cận liên lạc với Nguyễn Ánh để cùng đánh Tây Sơn, việc này góp phần làm cho nhà Tây Sơn nhanh chóng suy yếu. Nội bộ Nhà Tây Sơn xảy ra tranh chấp, quyền hành rơi vào tay ngoại thích Bùi Đắc Tuyên. Từ đó, Nguyễn Ánh ra sức mở các đợt tấn công ra Quy Nhơn theo nguyên tắc đã định trước đó: "Gặp nồm thuận thì tiến, vãn thì về, khi phát thì quân lính đủ mặt, về thì tản ra đồng ruộng". Ngoài ra, Nguyễn Ánh còn định cho sứ đi ngoại giao với nhà Thanh, lợi dụng mâu thuẫn và thù hằn của quốc gia này với Tây Sơn, và cả sự có mặt của Lê Chiêu Thống bên đó để khiến nhà Thanh giúp mình, nhưng việc không thành do khi sứ của Nguyễn Ánh là Ngô Nhơn Tĩnh và Phạm Thận sang đến nơi thì Lê Chiêu Thống đã mất.
Năm 1793, Nguyễn Ánh cùng các tướng Võ Di Nguy, Nguyễn Văn Trương, Võ Tánh, Nguyễn Huỳnh Đức, Lê Văn Duyệt, Nguyễn Phước Hội, Philippe Vannier, Nguyễn Văn Hòa, Chưởng cơ Cố đem quân đánh Nha Trang, Diên Khánh, Phú Yên rồi tranh thủ đánh tới tận thành Quy Nhơn của Nguyễn Nhạc. Nguyễn Nhạc cầu cứu quân ở Phú Xuân. Vua Cảnh Thịnh sai Ngô Văn Sở, Phạm Công Hưng, đô đốc Hố và Chưởng cơ Thiêm đem 17.000 quân, 80 thớt voi,và 30 chiếc thuyền chia nhiều đường tiến vào cứu, quân Nguyễn Ánh rút lui, trên đường về ông sai quân đắp thành Diên Khánh để lợi dụng địa thế nơi này làm bàn đạp chống Tây Sơn. Cùng thời gian, quân Phú Xuân của Tây Sơn nhân dịp đánh chiếm luôn thành Bình Định và kho tàng của Nguyễn Nhạc. Lúc đó Nguyễn Nhạc đang bệnh trên giường, nghe tin gia sản mà ông để lại cho con mình là Quang Bảo bị chiếm mất, uất quá thổ huyết mà qua đời. Quang Toản cho an trí Quang Bảo ra huyện Phù Ly và cai quản toàn bộ đất đai của Nguyễn Nhạc.
Từ năm 1794 đến năm 1795, Tây Sơn phản công, họ cho quân nhiều lần vào đánh Phú Yên, vây thành Diên Khánh, quân Nguyễn cũng ra sức chống cự, nhiều lần kìm hãm, thậm chí là đánh lại được quân Tây Sơn. Tuy nhiên nội bộ Tây Sơn lại mâu thuẫn, các tướng tranh quyền. Vũ Văn Dũng giết Bùi Đắc Tuyên và Ngô Văn Sở, Quang Toản nhỏ tuổi không làm gì được. Trần Quang Diệu đang đi đánh Nguyễn Ánh, nghe tin đành rút quân về, suýt giao tranh với Vũ Văn Dũng may nhờ có Quang Toản sai quan ra khuyên giải Trần Quang Diệu mới đồng ý hòa. Nhưng sau đó Quang Toản lại nghe lời gièm pha tước mất binh quyền của Trần Quang Diệu, Tây Sơn từ đó cứ lục đục mãi, các quan nghi kị giết hại lẫn nhau tạo điều kiện thuận lợi cho Nguyễn Ánh. Năm 1797, Nguyễn Ánh cho quân ra đánh Phú Yên, riêng ông thì cùng Nguyễn Phúc Cảnh chỉ huy thủy quân ra tận Quy Nhơn giao chiến với tướng Tây Sơn là Lê Trung tại Thị Nại thu được nhiều khí giới, nhưng khi tới Quy Nhơn thấy thế lực Tây Sơn thủ mạnh quá đành vòng lên đánh Quảng Nam nhưng được mấy tháng lại rút về vì thuyền chở quân lương từ Gia Định bị ngược gió không lên kịp.
Nguyễn Ánh chiêu dụ Nguyễn Quang Bảo nhưng việc chưa thành vì Quang Toản ra tay trước, bắt và giết được Quang Bảo. Nhưng Tây Sơn lại rơi vào lục đục, Quang Toản nghi ngờ giết hại nhiều triều thần, võ tướng, khiến cho sức chiến đấu suy giảm, thêm nhiều người sang hàng Nguyễn Ánh. Năm 1799, Nguyễn Ánh cho sứ yêu cầu vua Xiêm La cho một đạo quân Chân Lạp và Vạn Tượng đi đến sát biên giới Nghệ An để nghi binh và vua Xiêm đồng ý làm theo. Cũng trong năm 1799, Nguyễn Ánh tự cầm quân đi đánh thành Quy Nhơn, tướng giữ thành của Tây Sơn là Vũ Tuấn đầu hàng dù trước đó Quang Toản đã sai Trần Quang Diệu và Vũ Văn Dũng đem quân vào cứu. Sau đó, Nguyễn Ánh đổi tên Quy Nhơn thành Bình Định, rồi cho quân tới trấn giữ thành. Tây Sơn ngay lập tức tìm cách chiếm lại; tháng 1 năm 1800, hai danh tướng Trần Quang Diệu và Vũ Văn Dũng kéo đến vây thành Quy Nhơn. Nguyễn Ánh cho quân ra cứu nhưng bị bộ binh Tây Sơn chặn lại, ông chia quân đi đánh các nơi và thắng nhiều trận, trong đó có một trận lớn ở Thị Nại. Thấy thế Tây Sơn vây Quy Nhơn còn mạnh, Nguyễn Ánh cho người lẻn mang thư đến bảo tướng quân Nguyễn giữ thành là Võ Tánh mở đường máu mà trốn ra nhưng Võ Tánh quyết tử thủ để tạo điều kiện cho Nguyễn Ánh đánh Phú Xuân, việc này khiến thời gian hai danh tướng Tây Sơn bị cầm chân lên hơn một năm. Năm 1801, Nguyễn Ánh nhận thấy tinh binh Tây Sơn đều tập trung cả ở chiến trường Quy Nhơn nên mang quân chủ lực vượt biển ra đánh Phú Xuân. Tháng 5 năm 1801, Nguyễn Ánh kéo quân giao chiến dữ dội với Tây Sơn ở cửa Tư Dung; rồi đụng Quang Toản ở cửa Eo, Quang Toản thua trận bỏ chạy ra Bắc và đến ngày 3 tháng 5, Nguyễn Ánh giành được Phú Xuân.
Cùng thời gian nghe tin Phú Xuân bị tấn công, Trần Quang Diệu đang vây Quy Nhơn sai binh về cứu nhưng bị quân Nguyễn chặn đánh nên quân không về được, ông chỉ còn cách cố gắng đốc binh chiếm thành. Đầu năm 1802, Tây Sơn mới chiếm lại thành Quy Nhơn, Võ Tánh tự vẫn để xin tha mạng cho binh sĩ. Trần Quang Diệu tha cho binh lính Nguyễn, an táng Võ Tánh và thuộc tướng rồi bỏ thành Quy Nhơn; cùng Vũ Văn Dũng mang quân cứu viện ra Nghệ An, bị quân Nguyễn chặn đường, phải vòng qua đường Vạn Tượng. Lúc tới Nghệ An thì thấy thành đã mất, quân sĩ bỏ chạy gần hết, vợ chồng Trần Quang Diệu và Bùi Thị Xuân bị bắt, Vũ Văn Dũng không rõ số phận.[b] Cũng trong thời gian này, sau khi chiến thắng quân Tây Sơn, hoàn toàn chiếm được Phú Xuân, Nguyễn Ánh lên ngôi hoàng đế ngày 1 tháng 6 (âm lịch) năm Nhâm Tuất (1802). Để tượng trưng sự thống nhất Nam–Bắc lần đầu tiên sau nhiều năm, Nguyễn Ánh chọn niên hiệu là Gia Long, chữ Gia lấy từ Gia Định và Long lấy từ Thăng Long. Sau đó ông cho người đem toàn bộ ấn sách nhà Thanh trao cho Tây Sơn trả lại và xin phong, rồi sai Lê Văn Duyệt kéo quân tiếp ra Bắc Hà diệt hoàn toàn nhà Tây Sơn.

### Tổ chức bộ máy

#### Quan chế và tổ chức chính quyền trung ương

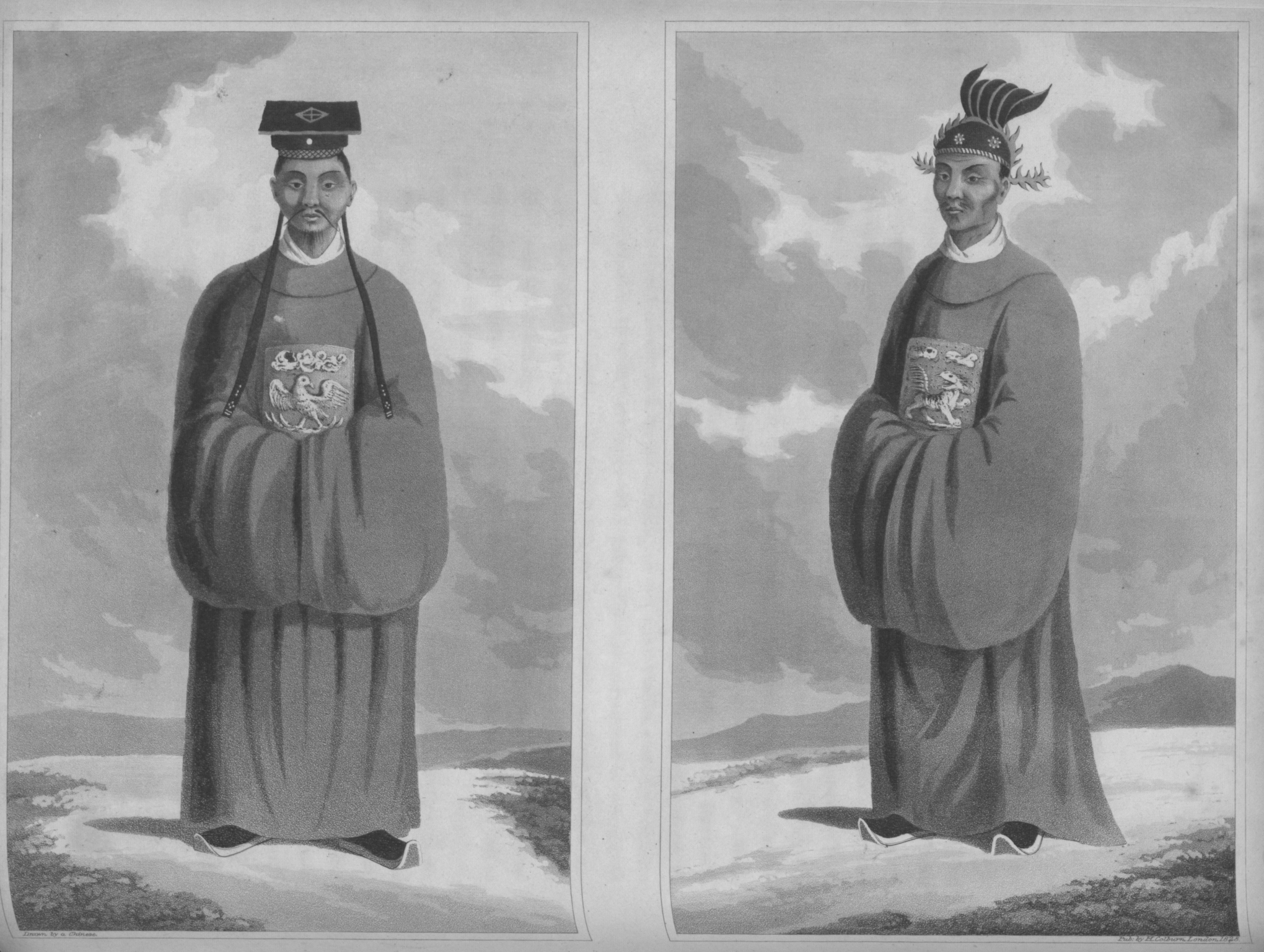
Phẩm phục của quan văn (trái) và quan võ (phải).

Ngay từ sớm, Nguyễn Ánh đã phong tước, đặt quan lại cho những người theo phò tá mình. Sau khi đánh bại nhà Tây Sơn và trở thành hoàng đế Gia Long, ông lại tiếp tục kiện toàn lại hệ thống hành chính và quan chế của chính quyền mới. Nhà Nguyễn về cơ bản vẫn giữ nguyên hệ thống quan chế và cơ cấu chính quyền trung ương giống như các triều đại nhà Lê trước đó. Đứng đầu nhà nước là hoàng đế, nắm mọi quyền hành trong tay. Giúp hoàng đế giải quyết giấy tờ, văn thư và ghi chép có Văn thư phòng (năm 1829 đổi là Nội các). Về việc quân quốc trọng sự thì có 4 vị Điện Đại học sĩ gọi là Tứ trụ Đại thần, đến năm 1834 trở thành viện Cơ mật. Ngoài ra còn có Tông nhân phủ phụ trách các công việc của Hoàng gia.
Bên dưới, triều đình lập ra 6 Bộ, đứng đầu mỗi bộ là quan Thượng thư chịu trách nhiệm chỉ đạo các công việc chung của Nhà nước, các bộ gồm: Bộ Lại, Bộ Hộ, Bộ Lễ, Bộ Binh, Bộ Hình và Bộ Công. Bên cạnh 6 Bộ còn có Đô sát viện (tức là Ngự sử đài bao gồm 6 khoa) chịu trách nhiệm thanh tra quan lại, Hàn lâm viện phụ trách các sắc dụ, công văn, 5 Tự phụ trách một số sự vụ, phủ Nội vụ coi sóc các kho tàng, Quốc tử giám phụ trách giáo dục, Thái y viện chịu trách nhiệm về việc chữa bệnh và thuốc thang,... cùng với một số Ti và Cục khác.
Theo Trần Trọng Kim, người ta "thường hiểu mấy chữ quân chủ chuyên chế theo nghĩa của các nước Tây Âu ngày nay, chứ không biết mấy chữ ấy theo cái học Nho giáo có nhiều chỗ khác nhau..."  Theo tổ chức của nhà Nguyễn, khi có việc gì quan trọng, thì vua giao cho đình thần các quan cùng nhau bàn xét. Quan lại bất kỳ lớn bé đều được đem ý kiến của mình mà trình bày. Việc gì đã quyết định, đem dâng lên để vua chuẩn y, rồi mới thi hành. Hoàng đế tuy có quyền lớn nhưng lại không được làm điều gì trái phép thường. Khi vua có làm điều gì sai thì các quan Giám Sát Ngự Sử có quyền can ngăn vua và thường là vua phải nghe lời can ngăn của những người này. Quan chức của triều đình chỉ phân ra tới phủ huyện, từ tổng trở xuống thuộc về quyền tự trị của dân. Người dân tự lựa chọn lấy người của mình mà cử ra quản trị mọi việc tại địa phương. Tổng gồm có vài làng hay xã, có một cai tổng và một phó tổng do Hội đồng Kỳ dịch của các làng cử ra quản lý thuế khóa, đê điều và trị an trong tổng.
Ngạch quan lại chia làm 2 ban văn và võ. Kể từ thời vua Minh Mạng được xác định rõ rệt giai chế phẩm trật từ cửu phẩm tới nhất phẩm, mỗi phẩm chia ra chánh và tòng 2 bậc. Trừ khi chiến tranh loạn lạc còn bình thường quan võ phải dưới quan văn cùng phẩm với mình. Quan Tổng đốc (văn) vừa cai trị tỉnh vừa chỉ huy quân lính của tỉnh nhà. Lương bổng của các quan tương đối ít nhưng quan lại được hưởng nhiều quyền lợi, cha họ được khỏi đi lính, làm sưu và miễn thuế tùy theo quan văn hay võ, hàm cao hay thấp. Ngoài ra con cái các quan còn được hưởng lệ tập ấm. Tuy bộ máy không thật sự cồng kềnh, nhưng tệ tham nhũng vẫn là một trong những vấn đề lớn. Trong bộ luật triều Nguyễn có những hình phạt rất nghiêm khắc đối với tội này.

#### Phân chia hành chính

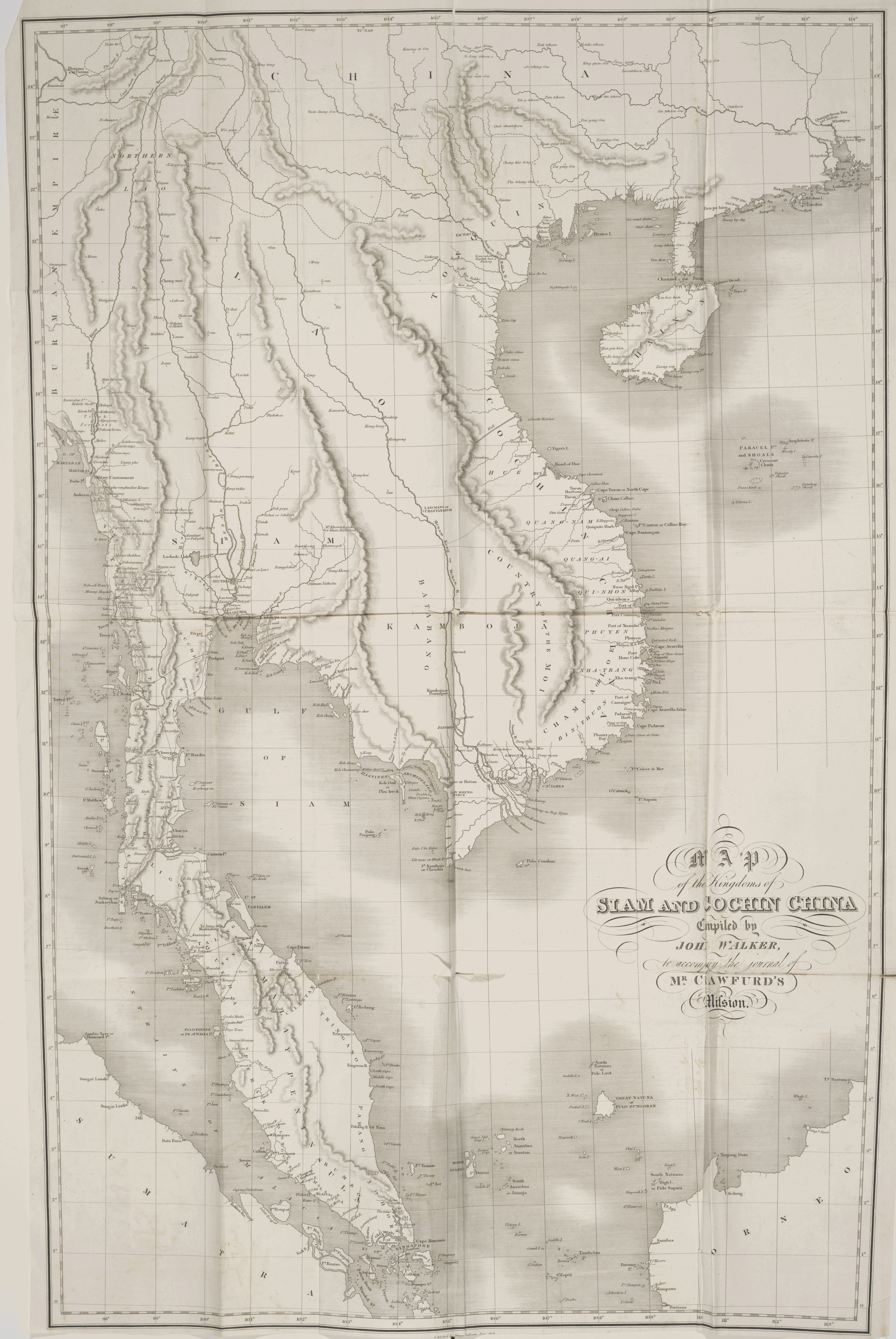
Bản đồ Xiêm và Cochin China (Việt Nam) (năm 1820–1829) do John Crawfurd vẽ.

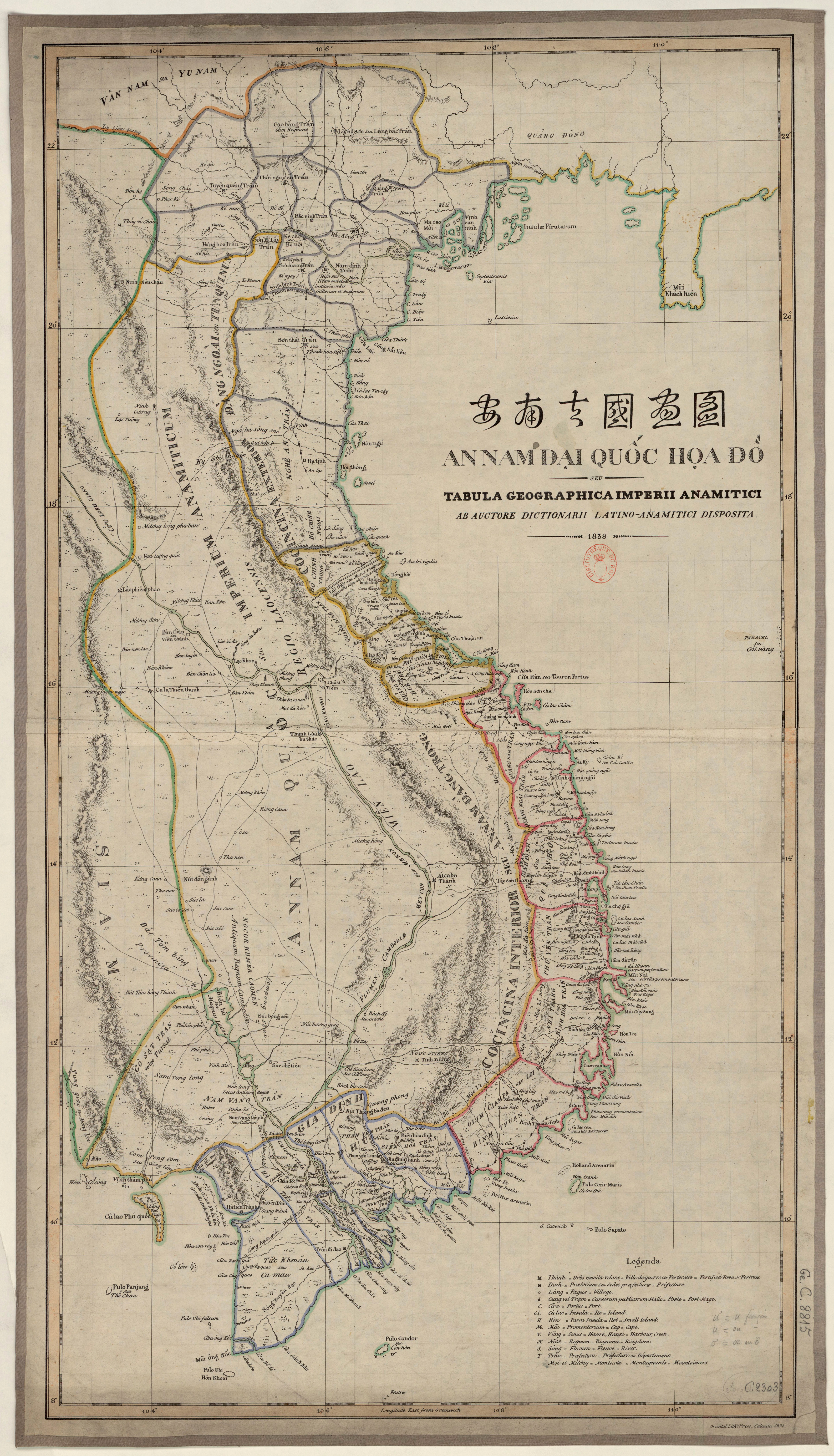
An Nam đại quốc họa đồ do giáo sĩ Jean-Louis Taberd vẽ vào triều vua Minh Mạng, in lại trong sách Dictionarium Latino-Annamiticum completum et novo ordine dispositum (Từ điển Việt-La) năm 1838.

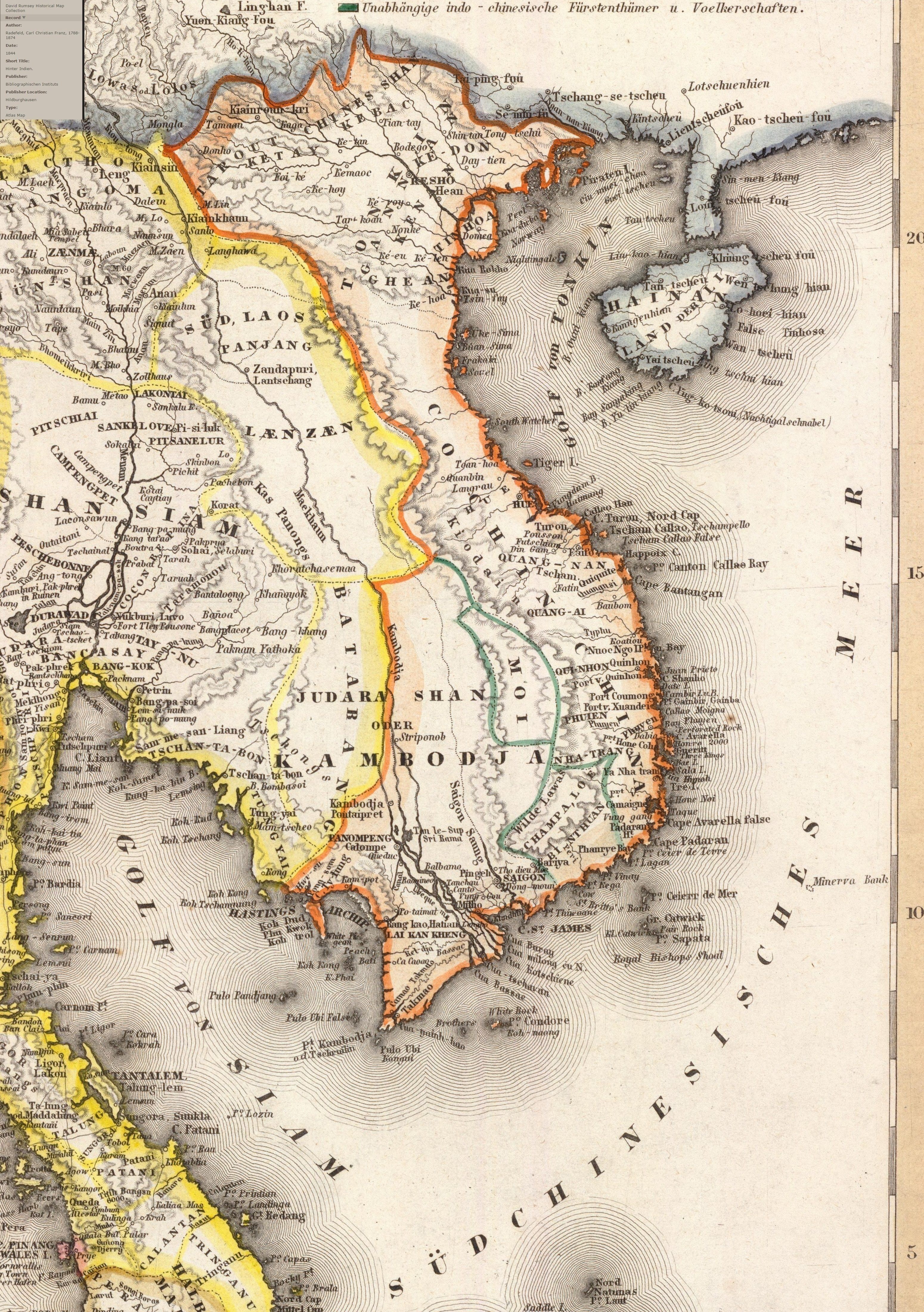
Bản đồ đế quốc Đại Nam năm 1844 (trích từ bản đồ vùng Viễn Ấn (Hinter Indien) của Carl Christian Franz (1788–1874).).

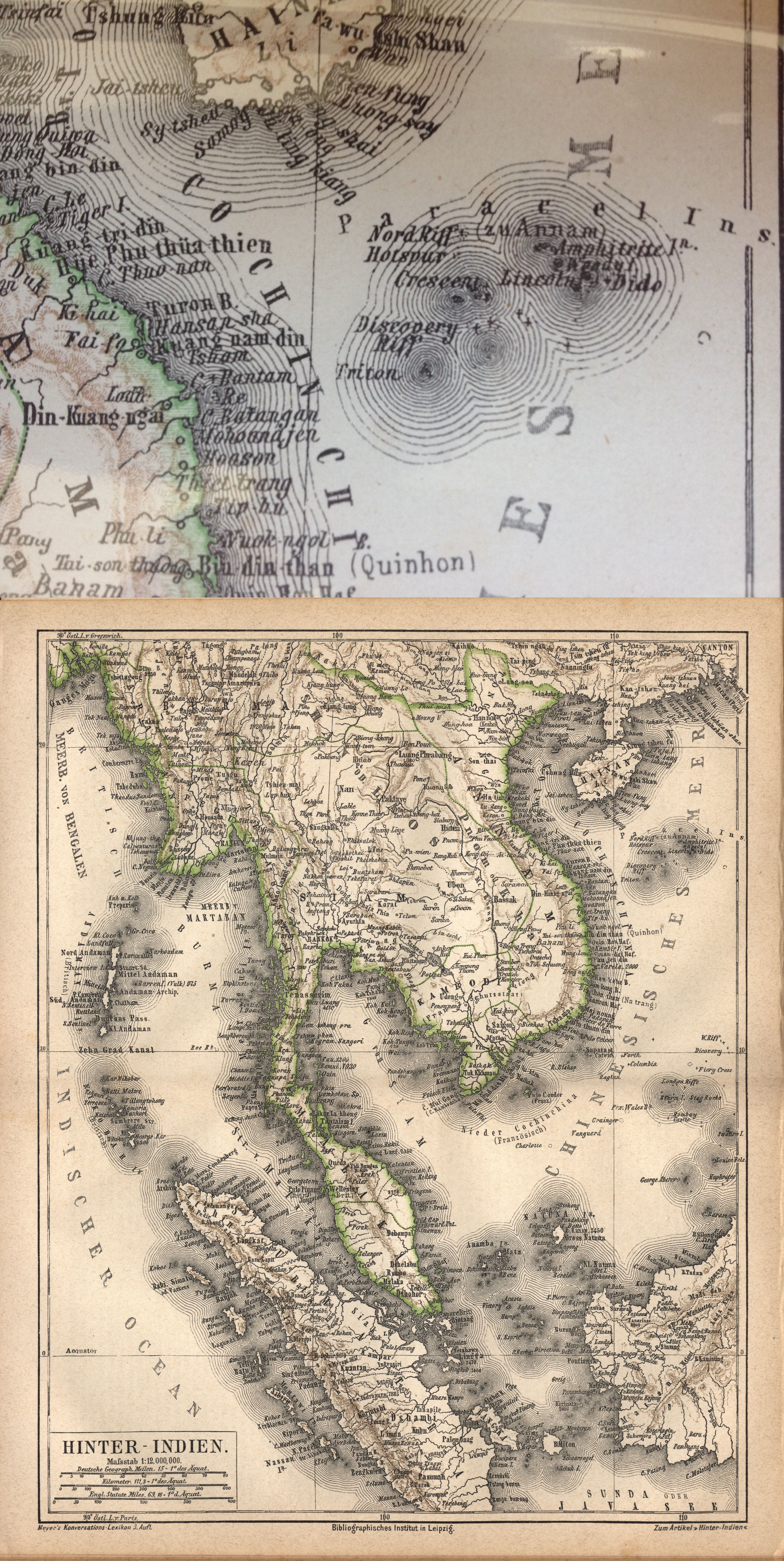
Quần đảo Hoàng Sa trên bản đồ của Đức năm 1876 vẽ vùng Viễn Ấn Hinter-Indien với lời ghi rõ quần đảo thuộc xứ "Annam"

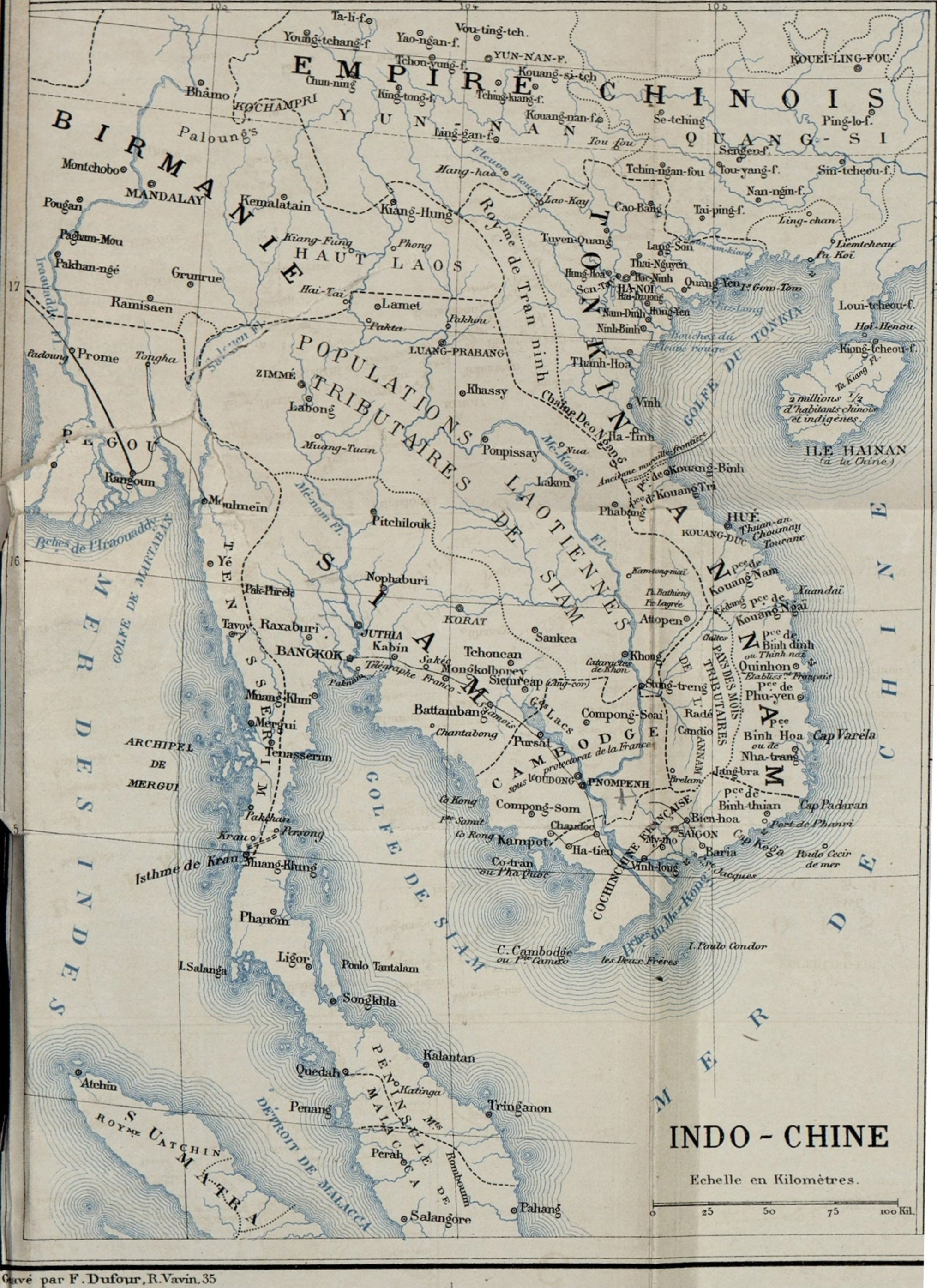
Nước Đại Nam của nhà Nguyễn vào thời điểm kết thúc độc lập năm 1883-1884, lãnh thổ chính bị chia thành 3 xứ Nam Kỳ thuộc địa (Cochinchina), Trung Kỳ (Annam), Bắc Kỳ (Tonkin) thuộc Pháp. Lãnh thổ cực đại của nhà Nguyễn thời độc lập tương đương với 3 xứ này và những vùng hay vương quốc mà nhà Nguyễn từng sáp nhập ở xung quanh: Trấn Ninh, Tây Nguyên (Pays de Mois) và Trấn Tây (Cambodge 1834-1840).

Năm 1802, trong khi đã quyết định Phú Xuân là quốc đô, Nguyễn Ánh vẫn tạm đặt 11 trấn phía Bắc (tương đương khu vực Bắc Bộ ngày nay) thành một Tổng trấn với tên cũ Bắc Thành, do một Tổng trấn đứng đầu.
Đến thời Minh Mạng, để nhất thể hóa các đơn vị hành chính trong cả nước, năm 1831–1832, nhà vua thực hiện một cuộc cải cách hành chính lớn, theo đó bỏ các tổng trấn, đổi các dinh, trấn thành tỉnh. Đây là lần đầu tiên, đơn vị hành chính tỉnh xuất hiện ở Việt Nam. Năm 1831, Minh Mạng đổi các trấn từ Quảng Trị trở ra thành 18 tỉnh, và vùng còn lại ở phía Nam được chia làm 12 tỉnh. Thừa Thiên, nơi tọa lạc của kinh đô Phú Xuân, là phủ trực thuộc Trung ương. Cả nước được chia làm 30 tỉnh và phủ Thừa Thiên.
Đứng đầu tỉnh là Tổng đốc (mỗi người phụ trách 2–3 tỉnh và chuyên trách 1 tỉnh) và Tuần phủ (dưới Tổng đốc, phụ trách chỉ 1 tỉnh). Giúp việc có Bố chánh sứ ti lo về thuế khóa, hộ khẩu, hành chính; Án sát sứ ti lo về an ninh, luật pháp. Phụ trách về quân sự có chức lãnh binh. Các quan chức đứng đầu tỉnh đều do chính quyền trung ương trực tiếp bổ nhiệm, và thường là võ quan cao cấp, về sau mới bổ dụng thêm các quan văn. Hệ thống chính quyền được phân biệt rõ rệt giữa Trung ương và địa phương, và trong hệ thống này nhà vua, người đứng đầu đất nước, nắm nhiều quyền lực hơn hẳn so với các thời kỳ trước.
Dưới tỉnh là phủ, huyện, châu, tổng và xã. Quan chức của triều đình chỉ phân ra tới phủ huyện, từ tổng trở xuống do người dân tự lựa chọn cử ra quản trị. Tổng gồm có vài làng hay xã, có một cai tổng và một phó tổng do Hội đồng Kỳ dịch của các làng cử ra quản lý thuế khóa, đê điều và trị an trong tổng. Nhìn chung, cơ cấu hành chính của các tổng, xã được tổ chức khá chặt chẽ để triều đình dễ dàng quản lý và phản ứng mau lẹ khi có sự biến xảy ra.
Đối với vùng thượng du và với các khu vực sinh sống của các dân tộc thiểu số, Minh Mạng thực hiện nhất thể hóa về mặt hành chính cùng với các vùng miền xuôi. Năm 1829, ông bãi bỏ chế độ thế tập của các Thổ ti (các tù trưởng của dân tộc thiểu số) mà cho quan lại lựa chọn những thổ hào ở địa phương làm Thổ tri các châu huyện. Sau đó, Minh Mạng còn đặt thêm một chức lưu quan do người Kinh nắm giữ để khống chế các vùng này tốt hơn và tiến hành thu thuế như ở miền xuôi. Tuy nhiên, do phản ứng của người dân địa phương, vua Tự Đức sau đó đã bãi bỏ chế độ lưu quan. Tính đến cuối thế kỷ 19, Việt Nam có 98 phủ bao gồm 342 huyện và châu.
Đối với hai quần đảo Hoàng Sa và Trường Sa, vua Gia Long từ năm 1816 đã chính thức ra lệnh tiếp thu Hoàng Sa, cắm cờ trên đảo và đo thủy trình. Sang triều Minh Mạng, nhà Nguyễn cho xây đền, đặt bia đá, đóng cọc và trồng cây. Đội Hoàng Sa và Đội Bắc Hải được trao nhiều nhiệm vụ hơn: khai thác, tuần tiễu, thu thuế dân trên đảo và nhiệm vụ biên phòng bảo vệ hai quần đảo. Hai đội này tiếp tục hoạt động cho đến khi người Pháp vào Đông Dương. Từ thập niên 1890, chính quyền Bảo hộ nhân danh triều đình Huế của nhà Nguyễn cũng có dự định dựng ngọn hải đăng để khẳng định chủ quyền của Pháp trên quần đảo Hoàng Sa nhưng đồ án không thực hiện được và mãi đến năm 1938 mới có lực lượng chính thức chiếm đóng quần đảo này. Dù vậy, khi nhà Thanh gửi thuyền xâm phạm quần đảo Hoàng Sa vào những năm đầu thế kỷ 20 thì Bộ Ngoại giao Pháp đã có công văn phản đối. Cuộc tranh chấp này kéo dài cho đến khi người Pháp mất chủ quyền ở Đông Dương và vẫn chưa kết thúc.

#### Quân đội

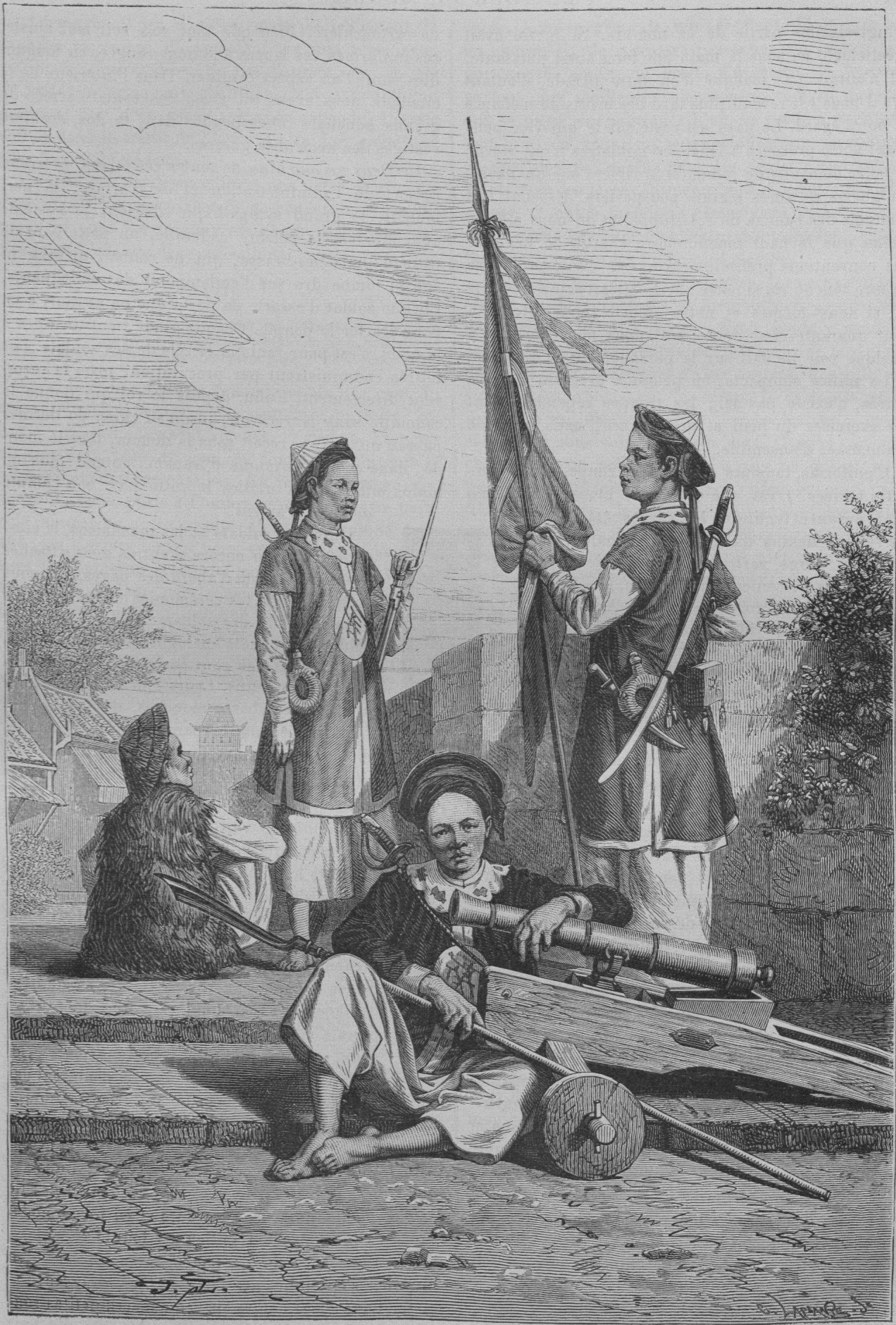
Binh lính người Việt thời Nguyễn

Một trong những thành quả Gia Long đạt được sau nhiều năm nội chiến với Tây Sơn là quân đội mạnh với trang bị và tổ chức kiểu phương Tây. Sau khi làm chủ toàn bộ quốc gia, nhà Nguyễn xây dựng quân đội hoàn thiện hơn, chính quy hơn. Để sung binh ngạch mới, vua Gia Long cho thực hiện phép giản binh, theo hộ tịch tùy nơi mà định, lấy 3, 5 hay 7 suất đinh tuyển 1 người lính. Quân chính quy đóng tại kinh thành và những nơi xung yếu; các địa phương đều có lực lượng vũ trang tại chỗ làm nhiệm vụ trị an. Quân chính quy có 14 vạn người, ngoài ra còn có quân trừ bị. Quân đội còn được tổ chức thành 4 binh chủng: bộ binh, tượng binh, thủy binh và pháo binh, trong đó bộ binh và thủy binh được chú trọng xây dựng để tác chiến độc lập. Trình độ chính quy thống nhất cao. Ngoài vũ khí cổ truyền, quân chính quy được trang bị hỏa khí mua của phương Tây như đại bác, súng trường, thuyền máy, thuốc nổ... Các loại súng thần công, đại bác được đúc với kích thước, trọng lượng thống nhất; thành lũy, đồn to nhỏ cũng được quy định cho từng cấp với số lượng quân nhất định.

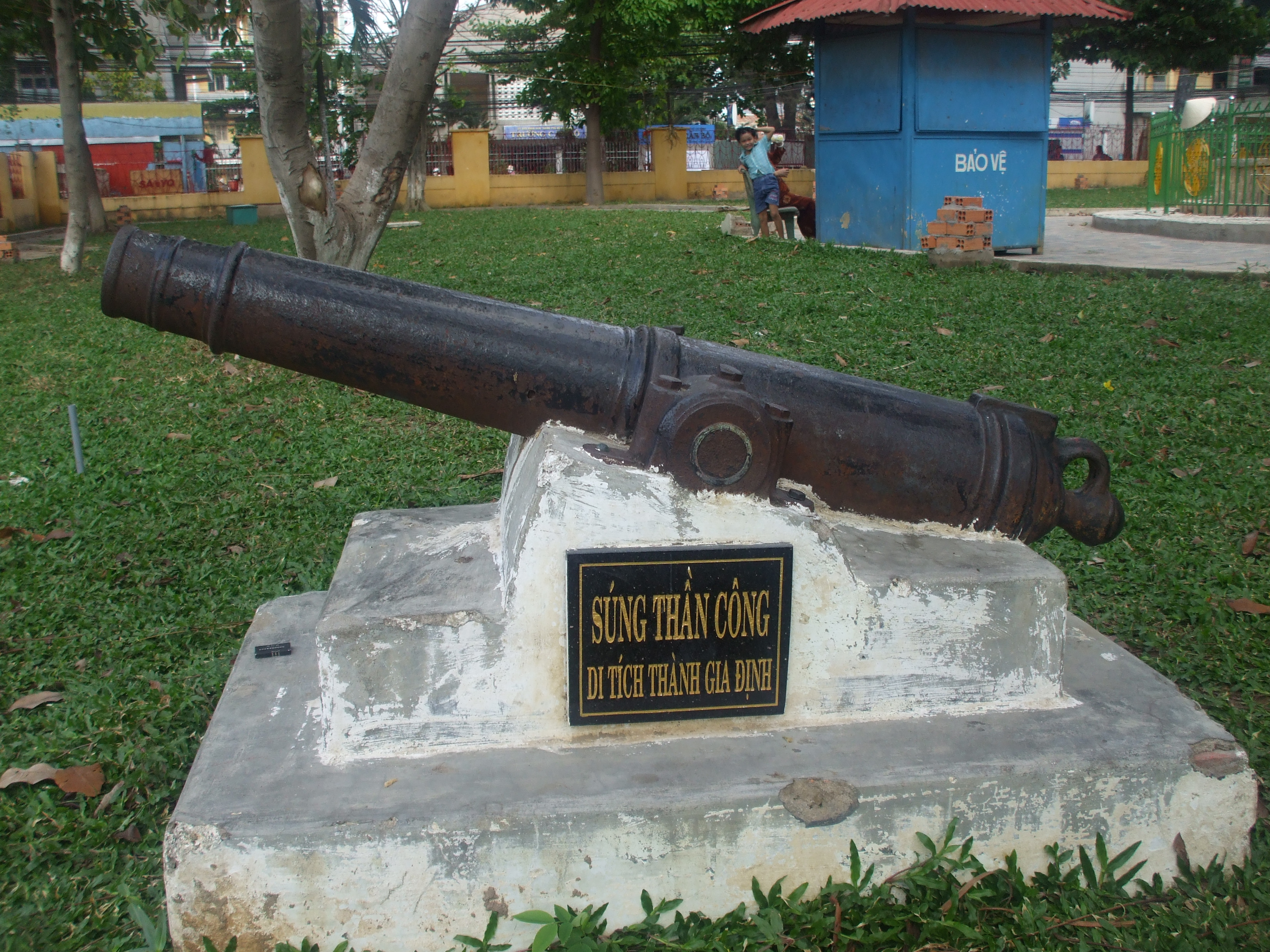
Một khẩu đại bác của quân đội nhà Nguyễn ở thành Gia Định xưa.

Sự quan tâm tới khoa học quân sự phương Tây của Gia Long được xem là do tình thế bắt buộc thì với Minh Mạng lại hoàn toàn tự nguyện. Minh Mạng lấy phương Tây làm kiểu mẫu cho việc tổ chức quân đội, hướng đến việc quân cần tinh nhuệ, không cần nhiều, bỏ bớt số lượng người cầm cờ từ 40 người xuống 2 người trong đội ngũ đơn vị 1 vệ (500 người). Phương thức tác chiến được các học giả Mãn Thanh ghi nhận là giống hệt kiểu Pháp, do trong quân đội Minh Mạng có thuê các sĩ quan huấn luyện đến từ phương Tây. Có thể nói, quân đội nhà Nguyễn thời Minh Mạng là lực lượng quân sự tân tiến hiện đại nhất ở khu vực Đông Á, vượt trội các nước láng giềng như Trung Hoa, Thái Lan, Campuchia.
Sang thời Tự Đức, công tác quốc phòng của nhà Nguyễn bị sa sút và có sự tương phản rõ rệt với các triều vua trước. Một trong các lý do khiến tình hình quân đội suy sút là vấn đề tài chính. Vũ khí và trang thiết bị làm mới gần như không có. Trang bị bộ binh rất lạc hậu: 50 người mới có 5 súng, mỗi năm chỉ tập bắn 1 lần 6 viên đạn. Vũ khí được bảo trì cũng kém. Về thủy binh, không tàu hơi nước nào được đóng mới, thủy quân thậm chí không đủ khả năng bảo vệ bờ biển chống hải tặc. Việc giảng dạy binh pháp không chú trọng tới sách vở phương Tây nữa mà quay trở lại với Binh thư yếu lược của Trần Hưng Đạo. Đời sống quân lính không được quan tâm thỏa đáng, lương thực lại bị ăn bớt. Do đó tinh thần chiến đấu của quân sĩ không cao. Quan điểm khoa học quân sự của vua quan nhà Nguyễn không hề vượt quá khuôn khổ của khoa học quân sự phong kiến. Việc không bắt kịp với thành tựu mới của khoa học phương Tây thời Tự Đức khiến quân sự Việt Nam bị lạc hậu nhiều. Do đó, khi người Pháp vào xâm lược Việt Nam (1858), khoảng cách về trang thiết bị giữa quân đội nhà Nguyễn và quân Pháp đã khá xa.

#### Thuế khóa và lao dịch
Việc sinh hoạt quốc gia đòi hỏi phải có đủ tài chính để duy trì bộ máy triều đình nên sau khi lên ngôi, vua Gia Long đã tổ chức lại vấn đề đăng tịch, bắt buộc mỗi làng xã phải ghi vào sổ đinh trong làng số đàn ông từ 18–60 tuổi. Các đinh bộ không bao giờ kê khai hết tất cả số đàn ông trong làng vì ngoài dân đinh còn có một số người là dân ngoại tịch, dân lậu, những người bần cùng, vô sản, không thể đánh thuế cũng như những người mới tới làng định cư.
Do tổ chức xã hội Việt Nam căn bản dựa trên xã, thôn nên triều đình không đòi hỏi người dân phải trả thuế trực tiếp mà giao cho làng lo việc thuế má và sưu dịch, không cần biết làng sẽ phân chia trách nhiệm giữa các dân làng ra sao. Mỗi làng hưởng quyền tự trị rất lớn, tự họ cai trị theo những tục lệ riêng ghi trong hương ước của làng. Hội đồng Kỳ mục trông coi tất cả công sản (tài sản công) và thuế khóa, đê điều, trị an. Họ cũng phải lo phân phối công điền (ruộng công) giữa các dân đinh mỗi kỳ quân cấp và chỉ định thanh niên đi lính.
Về thuế nhân đinh và thuế ruộng, nhà Nguyễn xoá bỏ tất cả chế độ thuế khóa cũ của Tây Sơn để đặt lại thuế khóa mới nặng hơn thời trước. Vua Gia Long cho sửa lại hộ tịch và điền tịch đã hư hỏng qua thời nội chiến. Hộ tịch phân ra 9 hạng, tùy từng hạng mà nộp thuế toàn bộ hay được miễn giảm một nửa hoặc miễn trừ cả sưu thuế lẫn sai dịch. Thuế đinh nhà Nguyễn đặc biệt đánh nặng lên dân Thanh – Nghệ và Bắc Hà. Dân công nghệ thì nộp thuế sản vật. Thời Minh Mạng thì định lại thuế điền, chia cả nước ra 3 khu vực để đánh thuế. Thuế điền thì dân Thanh Nghệ và Bắc Hà cũng bị nặng hơn ở các miền khác. Theo thống kê của bộ Hộ thì số đinh năm đầu đời Gia Long là 992.559 người, cuối đời Thiệu Trị là 1.024.380 người. Về điền thổ thì đầu đời Tự Đức có 3.398.584 mẫu ruộng và 502.672 mẫu đất.
Mỗi người dân đinh phải chịu 60 ngày lao dịch cho triều đình. Lao dịch thường là để làm các mục đích, xây sửa hệ thống đê điều, kênh rạch, sông ngòi; xây đắp các thành lũy; xây dựng các cung điện cho hoàng gia. Trên thực tế, người dân phải lao dịch khá nặng trong thời gian vương triều Nguyễn xây dựng các cung điện, lăng tẩm, dinh thự,... Ví dụ năm 1807, ngay khi kinh thành Huế vừa được xây xong, vua Gia Long lại huy động hàng nghìn dân đinh và binh lính tiếp tục sửa chữa và tu bổ thêm trong một thời gian dài. Vua Minh Mạng cũng tiếp tục công việc xây dựng kinh đô. Vua Thiệu Trị thì không tập trung xây dựng kinh đô nữa, nhưng, trong một cuộc tuần du lớn ra Bắc Kỳ năm 1842, người dân đã phải xây 44 hành cung cho một phái đoàn đông đến 17.500 người, 44 con voi và 172 con ngựa của nhà vua. Theo nhận xét của giáo sĩ Pháp Guérard: "Vua Gia Long bóp nặn dân chúng bằng đủ mọi cách, sự bất công và lộng hành làm người ta rên xiết hơn cả thời Tây Sơn: thuế khóa và lao dịch đã tăng lên gấp ba".
Việc xây thành Phú Xuân và đào kênh Vĩnh Tế phải huy động hàng vạn dân phu đi lao dịch. Một người Pháp là Borel viết năm 1818 mô tả việc xây thành Phú Xuân (Huế): "Nhà vua sử dụng tất cả nhân lực vào việc xây tòa thành và các công trình công cộng khác. Khi tôi đến Huế, đã có đến 8 vạn người được điều động từ các nơi trong cả nước đang khẩn trương xây dựng một tòa thành rộng lớn bằng gạch... Riêng việc xây bờ thành đã tốn kém những khoản tiền khổng lồ và làm thiệt hàng ngàn nhân mạng vì phải khổ dịch liên tục... Nhà vua [Gia Long] đã vung ra những món tiền lớn và hy sinh tính mạng của hàng ngàn dân chúng vì họ phải làm việc không nghỉ tay trên các tường lũy của kinh thành. Đây quả là một công trình kỳ diệu. Mười vạn người được thường xuyên huy động".
Trong dân gian đã xuất hiện các bài vè, bài ca miêu tả sự nặng nề của chế độ lao dịch, ví dụ bài "Tố khuất khúc" của dân Sơn Nam Hạ có câu:
Binh tài hai việc đã xong,
Lại còn lực dịch thổ công bao giờ.
Một năm ba bận công trình,
Hỏi rằng mọt sắt dân tình biết bao...

#### Luật pháp

Cờ hiệu cá nhân cắm trên ô tô của Hoàng đế Bảo Đại.

Lúc đầu, nhà Nguyễn chưa có một bộ luật rõ ràng, chi tiết. Vua Gia Long chỉ mới lệnh cho các quan tham khảo bộ luật Hồng Đức để rồi từ đó tạm đặt ra 15 điều luật quan trọng nhất. Năm 1811, theo lệnh của Gia Long, tổng trấn Bắc Thành là Nguyễn Văn Thành đã chủ trì biên soạn một bộ luật mới và đến năm 1815 thì nó đã được vua Gia Long ban hành với tên Hoàng Việt luật lệ hay còn gọi là luật Gia Long. Bộ luật Gia Long gồm 398 điều chia làm 7 chương và chép trong một bộ sách gồm 22 cuốn, được in phát ra khắp mọi nơi. Theo lời tựa, bộ luật ấy hình thành do tham khảo luật Hồng Đức và luật nhà Thanh, nhưng kỳ thực là chép lại gần như nguyên vẹn luật của nhà Thanh và chỉ thay đổi ít nhiều. Chương "Hình luật" chiếm tỉ lệ lớn, đến 166 điều trong khi những chương khác như "Hộ luật" chỉ có 66 điều còn "Công luật" chỉ có 10 điều. Trong bộ luật có một số điều luật khá nghiêm khắc, nhất là về các tội phản nghịch, tội tuyên truyền "yêu ngôn, yêu thư". Tuy nhiên, bộ luật cũng đề cao việc chống tham nhũng và đặt ra nhiều điều luật nghiêm khắc để trừng trị tham quan. Tất nhiên, đến các đời vua sau Gia Long, bộ luật này cũng được chỉnh sửa và cải tiến nhiều, nhất là dưới thời Minh Mạng.

### Ngoại giao

#### Với các nước lân bang
Cũng như các triều đại trước, nước đầu tiên mà Gia Long tiến hành ngoại giao là Trung Quốc. Tháng 5 năm 1802, sau khi lên ngôi vua, Gia Long cho một đoàn sứ giả đem đồ cống sang Quảng Đông cầu phong triều đình Trung quốc. Dẫn đầu đoàn sứ giả là Trịnh Hoài Đức chánh sứ, Ngô Nhân Tĩnh và Hoàng Ngọc Uẩn là phó sứ. Đoàn sứ giả sang Quảng Tây, quan lại nhà Thanh ở đây nhận chuyển đồ cống lên Bắc Kinh, còn giữ đoàn sứ ở lại Quảng Tây chờ lệnh triều đình có cho sứ giả lên Bắc Kinh triều yết hay không. Sứ đoàn này chưa hồi hương thì cuối năm đó vua Gia Long tiếp tục cử Binh bộ Thượng thư là Lê Quang Định sang cầu phong vua Gia Khánh nhà Thanh đổi quốc hiệu là Nam Việt. Sau những tranh luận về tên gọi, vì nhà Thanh ngại nhầm lẫn với nước Nam Việt xưa nằm ở Lưỡng Quảng và cuối cùng đồng ý đảo ngược lại thành Việt Nam, vua Thanh cho Tổng đốc Quảng Tây là Tề Bố Sâm sang làm lễ tấn phong cho Gia Long là Việt Nam quốc vương, ấn định thể lệ tiến cống hai năm một lần và cứ bốn năm một lần Việt Nam sẽ phái sứ bộ sang làm lễ triều kính.
Ngoài Trung Quốc, nhà Nguyễn còn qua lại với Xiêm La. Dù có xung đột từ thời kỳ chúa Nguyễn trước đó, nhưng đến khi Gia Long tị nạn ở Xiêm cho đến lúc lên ngôi, việc giao thiệp giữa triều Gia Long và Xiêm La vẫn giữ được sự hòa hảo. Từ năm 1802 trở đi hai bên vẫn có sứ bộ qua lại trao đổi thân thiện và tặng phẩm.
Tại Ai Lao, Việt và Xiêm cùng đặt ảnh hưởng, Quốc vương Ai Lao xin thần phục cả Việt lẫn Xiêm. Dân vùng Cam Lộ, dân ở các vùng cao nguyên hai tỉnh Thanh–Nghệ, người Thượng (tức người Rhadé) ở các nước Thủy Xá và Hỏa Xá cũng có cống phẩm đến để tỏ lòng tuân theo chính quyền của triều Nguyễn. Thời vua Minh Mạng, nhiều xứ ở Ai Lao xin thuộc quyền bảo hộ của Việt Nam. Các vùng nay là Sầm Nứa, Trấn Ninh, Cam Môn và Savannakhet giáp với các tỉnh Thanh Hóa, Nghệ An, Quảng Trị, đều xin làm nội thuộc và trở thành các châu, phủ của Việt Nam.
Còn với Chân Lạp, khi vua Gia Long lên ngôi, nước Cao Miên tuy mất Thủy Chân Lạp cho người Việt nhưng vẫn phải chịu thần phục. Thời Minh Mạng, sau khi phá được quân Xiêm, tướng Trương Minh Giảng và tham tán Lê Đại Cương lập đồn đóng quân ở gần Nam Vang để bảo hộ Chân Lạp.

#### Với phương Tây
Năm 1803, Anh Quốc sai sứ là Robert sang xin cho mở cửa hàng buôn bán ở Trà Sơn, thuộc Quảng Nam. Vua Gia Long không nhận đồ, và cũng không cho mở cửa hàng. Sau người Anh còn đưa thư sang hai ba lần nữa, nhưng vẫn bị từ chối. Khi chiến tranh kết thúc, các ông Chaigneau, Vannier và Despiau làm quan tại triều, Gia Long cho mỗi người 50 lính hầu và khi chầu thì không cần lạy Hoàng đế. Năm 1817, chính phủ Pháp phái tới Việt Nam chiếc tàu Cybèle để thăm dò bang giao. Thuyền trưởng là Achille De Kergariou nói rằng vua Louis XVIII sai sang xin thi hành những điều ước do Bá Đa Lộc ký năm 1787 về việc nhường cửa Đà Nẵng và đảo Côn Lôn. Vua Gia Long sai quan ra trả lời rằng những điều ước ấy nước Pháp trước đã không thi hành thì nay bỏ, không nói đến nữa.
Tuy nhiên, sự bành trướng của Châu Âu ở Đông Nam Á khiến Gia Long e ngại, nhất là sau khi nước Anh chiếm được Singapore. Nhà vua thấy rằng cần phải giao hảo với người Tây phương nhưng không thể biệt đãi một quốc gia đặc biệt nào. Năm 1819, John White, một thương gia Hoa Kỳ tới Gia Định và được hứa hẹn sẽ dành cho mọi sự dễ dàng khi buôn bán ở Việt Nam. Vua Minh Mạng không có cảm tình với người Pháp như thái độ chung của người Á Đông lúc đó, coi người Âu Châu là bọn man di, là quân xâm lược. Ngoài ra ông cũng không thích cả Công giáo của châu Âu. Trong thời kỳ Minh Mạng nắm quyền, tín đồ Công giáo bị đàn áp quyết liệt và các giáo sĩ nước ngoài đã so sánh ông với hoàng đế Nero của Đế quốc La Mã – một hoàng đế từng tàn sát hàng loạt giáo dân Công giáo. Với những người Pháp đã từng giúp vua Gia Long, Minh Mạng tỏ thái độ lạnh nhạt nên khi Chaigneau trở lại Việt Nam không được trọng dụng nữa. Minh Mạng cho Chaigneau hay rằng không cần phải ký thương ước giữa hai chính phủ, người Việt Nam vẫn đối xử tốt đẹp với người Pháp là đủ, ông chỉ thỏa thuận mua bán với người Pháp nhưng không chấp nhận xây dựng đặt quan hệ ngoại giao chính thức với nước Pháp, quốc thư của Pháp xin cho ông Chaigneau làm Lãnh sự Pháp ở Việt Nam không được nhà vua đếm xỉa đến. Cũng theo đường lối của hai triều Minh Mạng và Thiệu Trị, vua Tự Đức khước từ mọi việc giao thiệp với các nước ngoài, dầu việc giao thiệp chỉ nhằm phục vụ thương mại. Năm 1850 có tàu của nước Mỹ vào cửa Hàn có quốc thư xin thông thương nhưng không được tiếp nhận.
Từ năm 1855 các nước Anh, Pháp, Tây Ban Nha nhiều lần có tàu vào cửa Hàn, cửa Thị Nại và Quảng Yên xin thông thương cũng không được. Sau khi Gia Định bị người Pháp chiếm, việc ngoại giao giữa triều đình với các nước phương Tây khó khăn, Tự Đức mới thay đổi chính sách, đặt ra Bình Chuẩn Ty để lo buôn bán và Thương Bạc Viện để giao dịch với người nước ngoài nhưng không có kết quả vì những người được ủy thác vào các việc này không được học gì về ngoại giao.

### Kinh tế

#### Thương mại

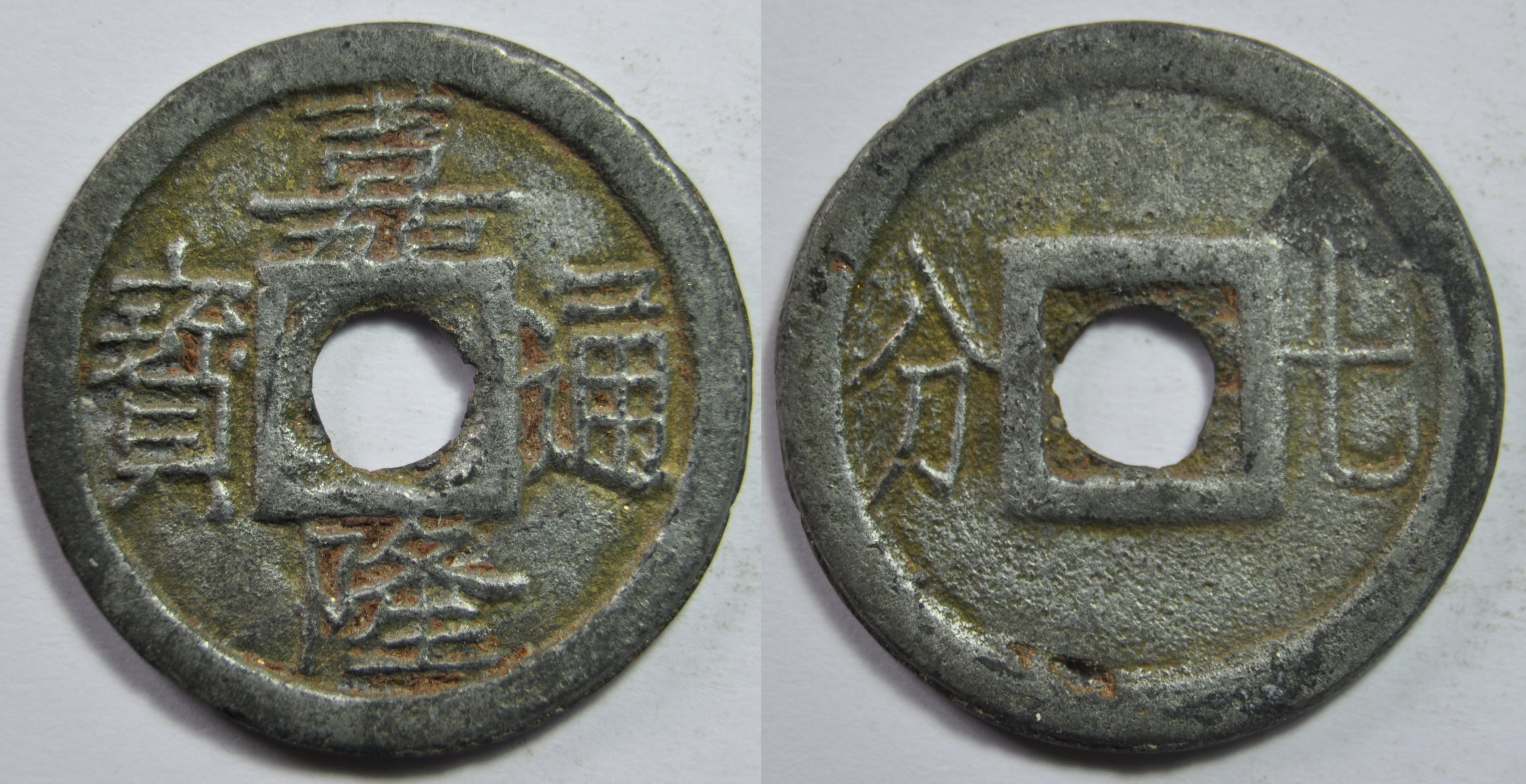
Đồng tiền đúc ở thời Gia Long. Hai mặt trước sau với bốn chữ "Gia Long thông bảo" (嘉隆通寶) và "Thất phân" (七分).

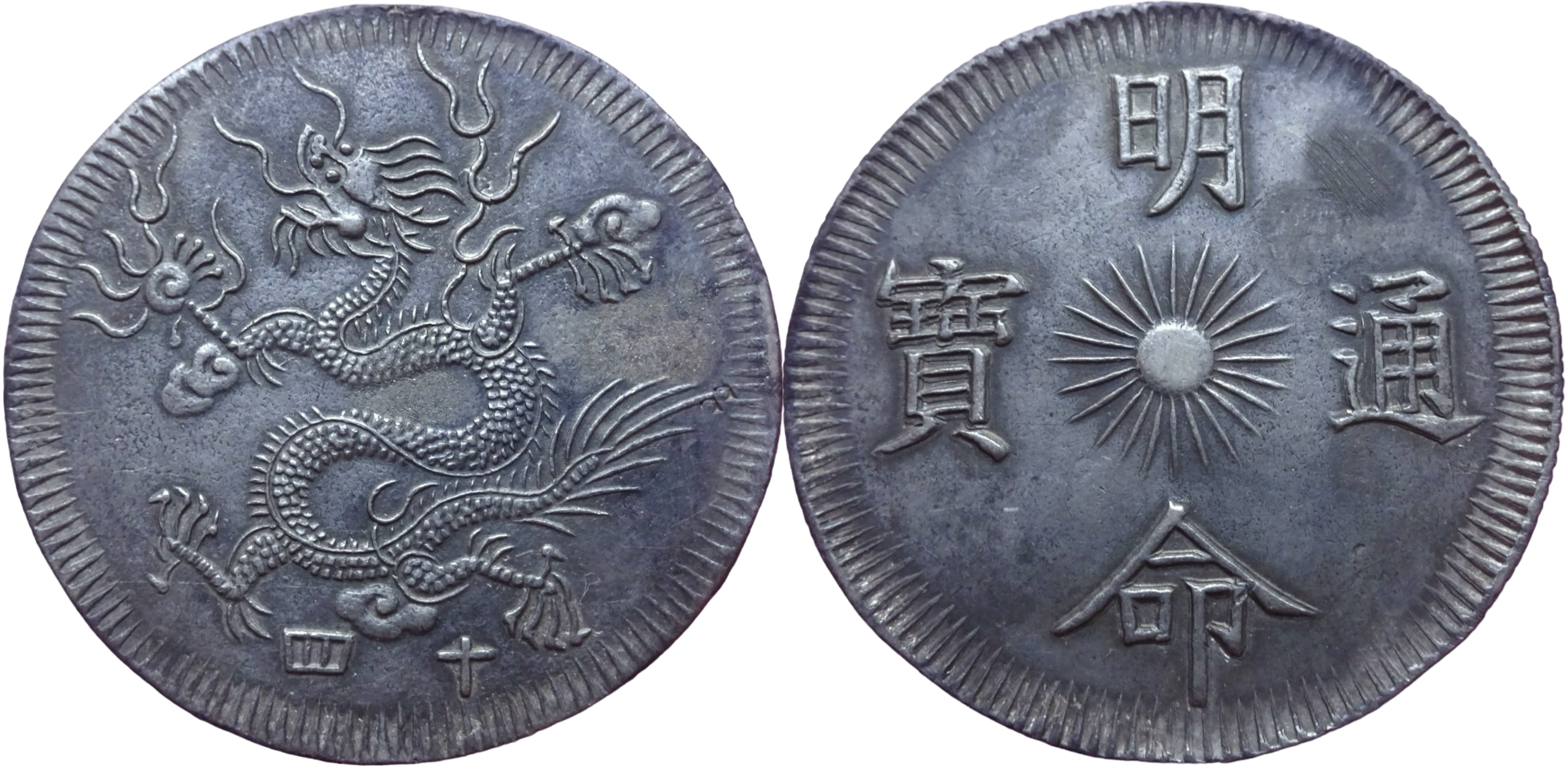
Tiền thưởng mệnh giá 7 tiền được đúc vào năm niên hiệu Minh Mạng thứ 14 (1833), chất liệu bằng bạc, trọng lượng 27,27 gr và đường kính lên đến 41 mm, nặng và lớn hơn các đồng xu Đô la Tây Ban Nha và Đô la thương mại

Thương mại Việt Nam sau khi đất nước được thống nhất vẫn không phát triển lắm, tổ chức thương mại của người Việt sơ sài, trong phạm vi gia đình. Nếu có những hội buôn lớn thì cũng chỉ là những phường họp vài thương gia hùn vốn với nhau để kinh doanh rồi chia tiền ngay, không liên kết lại thành những hội buôn làm ăn lâu dài. Nhiều người Việt Nam dùng tiền của để mua ruộng đất chứ không đầu tư kinh doanh, khuếch trương thương mại hay công nghệ. Việc buôn bán ở các chợ quy mô lớn do thương nhân Hoa kiều chi phối, dù những người này chỉ là thiểu số. Các mặt hàng tiêu dùng họ kinh doanh gồm có: mua thổ sản như gạo, lúa, bắp, đường, hạt tiêu... và bán và nhập cảng trà, thuốc Bắc, vải, đồ đồng, giấy. Trong vùng nông thôn, hoạt động thương mại cũng chỉ nhằm trao đổi nông sản và hàng tiểu thủ công ở các chợ. Ở đó, ngoài những cửa hàng tạp hóa quy mô nhỏ hay các cửa tiệm bán thuốc Bắc, còn có những nông dân bán thổ sản và nông sản địa phương và một số thương nhân nhỏ bán vải vóc, hàng xén, cau thuốc, đi rong từ chợ này sang chợ khác. Theo sử gia Trần Trọng Kim, người Việt Nam chỉ quanh quẩn trong nước, buôn bán những hàng hóa lặt vặt, nên bao nhiêu mối lợi lớn về tay người ngoài mất.
Nhìn chung, Gia Long không quan tâm đến thương mại. Ông đã nhiều lần từ chối người Anh khi họ đến xin được mua bán, ngay cả người Pháp khi đến mua bán cũng không được thuận lợi mấy, ông không cho phép người phương Tây lập phố buôn trên lãnh thổ Việt Nam, triều Nguyễn dưới thời ông không khuyến khích cũng như không chào mời các thuyền buôn phương Tây. Triều đình bấy giờ không có ý đóng cửa với phương Tây nhưng theo cách nhìn của hàng ngũ Nho sĩ ở Việt Nam, việc giao thương với phương Tây là không đáng tin cậy; cũng đồng thời với đó là sự lo ngại sự xâm lược bằng quân sự và truyền giáo của họ đã dẫn đến chính sách như trên.
Ngoài một số trung tâm thương mại thành thị được phát triển ở các thành phố và cảng biển chính, phần lớn hoạt động mua bán vẫn diễn ra trên các con sông. Triều đình nắm giữ độc quyền thương mại ở các mặt hàng có giá trị cao như ngà voi, sừng nai, bạch đậu khấu, vàng... Mức thuế mua bán cao, việc cấp giấy phép khó khăn trong việc xuất khẩu gạo, muối và kim loại cũng gây kìm hãm sự phát triển của thương mại. Ngoại thương bị hạn chế, dân chúng bị cấm giao thương bằng đường biển, triều đình cấm xuất khẩu các loại gỗ quý và đánh thuế cảng, thuế xuất khẩu cao; quan hệ thương mại quan trọng với Trung Quốc nằm trong tay các thương gia người Hoa và quan lại, trong khi các thương gia người Việt thì bị hạn chế ở mảng buôn bán trong nước.
Triều đình đã tổ chức nhiều chuyến đi công cán đến các nước trong khu vực để thực hiện giao dịch buôn bán. Năm 1824, Minh Mạng đã sai người đi công cán ở Hạ Châu (Singapore) và Giang Lưu Ba (Indonesia). Năm 1825, vua Minh Mạng phái người sang Hạ Châu mua vải và đồ thủy tinh. Sau đó, mỗi năm đều có quan viên được phái đi tới các trung tâm mậu dịch của người Âu ở khắp Đông Nam Á. Từ 1831–1832 trở đi, các chuyến công cán càng lúc càng nhiều, điểm đến cũng khá đa dạng: Hạ Châu, Lữ Tống (Luzon, Philippines), đảo Borneo, Quảng Đông, Giang Lưu Ba,... Trong khoảng 1835–1840 đã có 21 chiếc được cử đi. Hàng bán ra chủ yếu là gạo, đường, lâm thổ sản quý, hàng mua về là len dạ và vũ khí, đạn dược. Các hoạt động này gần như là độc quyền của triều đình dù tư nhân không bị cấm. Dù vậy, nhiều thương nhân cũng lợi dụng các chuyến buôn bán này để buôn lậu gạo và thổ sản sang Hạ Châu hay Quảng Châu.
Hàng năm, thuyền buôn Trung Hoa thường đi lại giữa Việt Nam và Singapore. Thương nhân người Hoa thường lén chở gạo đi và đem thuốc phiện về. Trong những năm 1820–1830, giao dịch với Singapore rất hạn chế. Nguyên nhân do hàng hóa của Việt Nam phù hợp với thị trường Trung Hoa hơn. Khi người Pháp sắp chiếm hết Nam Kỳ, các bản lược kê tài chính cho thấy quan thuế hàng năm tương đương 3.000.000 france vàng trên tổng ngân sách 40.000.000 mà các quan viên đã giữ lại gấp đôi số tiền thuế kia, như vậy số tiền thu được vượt quá số tiền chuyển về triều đình rất nhiều. Từ thời Thiệu Trị, do xung đột với phương Tây từ nguyên nhân tôn giáo, quan hệ buôn bán với các nước này bị tổn hại. Năm 1850, Tự Đức không phái thuyền đi buôn ở Hạ Châu nữa. Triều đình cũng tìm cách cản trở dân thường buôn bán với người Tây nên cuối cùng, thương gia ngoại quốc chủ yếu là Hoa kiều, Xiêm và Mã Lai, trong đó người Hoa chiếm tỷ lệ lớn nhất.

#### Thủ công nghiệp

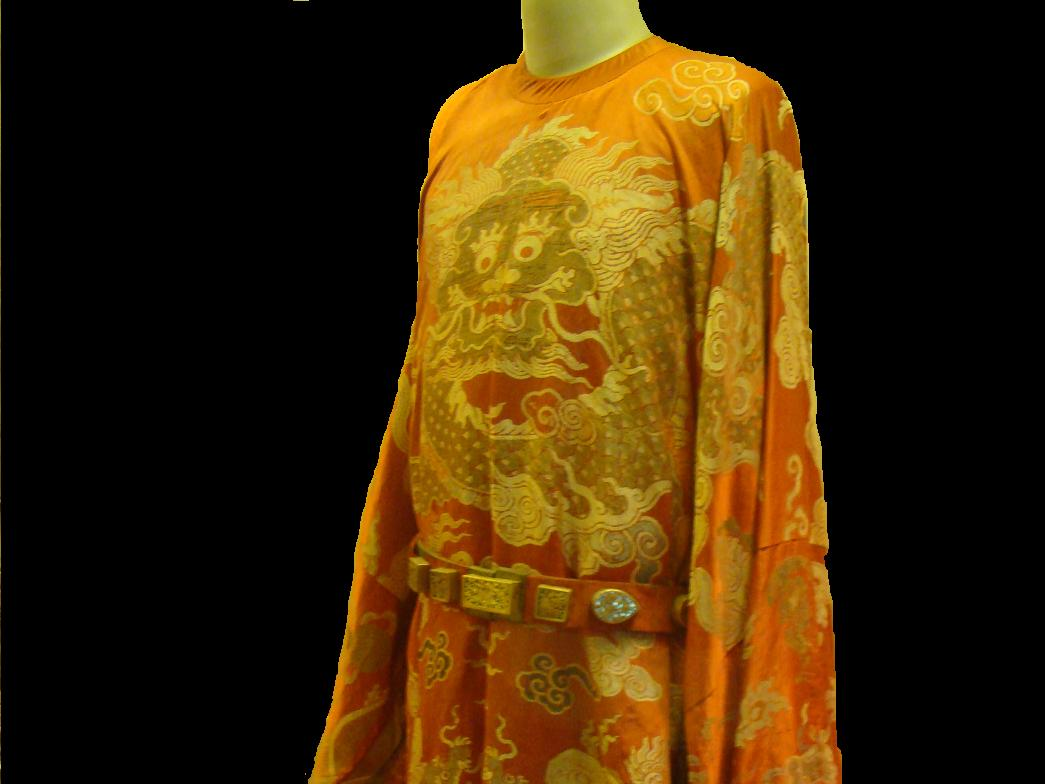
Áo hoàng bào bằng vóc được thêu thùa tinh xảo

Thủ công nghiệp Nhà nước thời Nguyễn chế tạo tất cả những đồ dùng cho hoàng gia, tham gia đóng thuyền cho quân đội, đúc vũ khí, đúc tiền,... Nhà Nguyễn cũng tập trung xây dựng hệ thống các xưởng thủ công Nhà nước, nhất là ở kinh đô và các vùng phụ cận. Năm 1803, Gia Long thành lập xưởng đúc tiền Bắc Thành tiền cục ở Thăng Long. Nhà Nguyễn cũng lập các Ti trông coi các ngành thủ công, như ti Vũ khố chế tạo quản lý nhiều ngành thủ công khác nhau, gồm 57 cục: làm đất, đúc, làm đồ vàng bạc, vẽ tranh, làm ngói, làm đồ pha lê, khắc chữ, đúc súng, làm trục xe, luyện đồng,... Ti Thuyền chịu trách nhiệm về các loại thuyền công và thuyền chiến, gồm 235 sở trên toàn quốc. Ngoài ra còn có các ti Doanh kiến, ti Tu tạo, ti Thương bác hoả dược.
Phần lớn nhân lực trong các xưởng thủ công Nhà nước là do triều đình trưng dụng thợ khéo trong các ngành như khảm xà cừ, kim hoàn, thêu thùa... tới làm việc để cung cấp đồ dùng cho triều đình. Đối với nghề đóng tàu, năm 1820 sĩ quan người Mỹ, John White đã nhận xét: " Người Việt Nam quả là những người đóng tàu thành thạo. Họ hoàn thành công trình của họ với một kỹ thuật hết sức chính xác." Ngoài các thuyền gỗ, người thợ thủ công Việt Nam còn đóng cả các loại tàu lớn bọc đồng.
Ngoài ra họ đã sáng chế được nhiều máy móc tiên tiến và có chất lượng vào thời đó, ví dụ các máy cưa xẻ gỗ, máy tưới ruộng... và cả máy hơi nước. Trong ngành khai mỏ, đến nửa đầu thế kỷ 19, triều đình đã quản lý 139 mỏ, và năm 1833 có 3.122 nhân công trong các mỏ Nhà nước, tuy nhiên, phương thức khai mỏ thời bấy giờ vẫn kém phát triển so với thế giới.

#### Nông nghiệp
Triều Nguyễn có những chính sách ưu đãi để phát triển nông nghiệp, như là cấm mua bán ruộng đất công, lập kho Thường bình, Sở Tịch điền, Sở Diễn canh, kho Bình thiếu, Sở Đồn điền, Đàn Xã tắc,... Năm 1828, Minh Mạng giao cho bộ Lễ soạn thảo chu đáo các điển lễ khôi phục lại nghi lễ Tịch điền và làm thành luật lệ lâu dài, cũng như quy định rất nghiêm túc, cụ thể.
Về vấn đề ruộng đất, ngay khi mới lên ngôi, Gia Long đã phải ra lệnh cấm bán ruộng đất công và quy định chặt chẽ việc cầm cố loại công điền công thổ này để bảo đảm đất cày cho mọi người nông dân. Trải qua nội chiến, nhân dân lại gặp mất mùa liên tiếp. Triều đình thường phải giảm thuế, miễn thuế và phát chẩn. Thời Minh Mạng định lại phép quân cấp ruộng khẩu phần, quan lại, binh lính, công tượng (thợ làm quan xưởng) cùng các hạng dân đinh, không kể phẩm trật cao thấp đều được hưởng một phần khẩu phần nhưng quan lại, cường hào cũng giành được những phần tốt hơn. Người già, người tàn tật thì được nửa phần. Cô nhi, quả phụ được 1/3.
Tại miền Nam, nhà Nguyễn vẫn tiếp tục việc khai hoang và phục hóa, từ thời các chúa Nguyễn để lại như việc khẩn hoang, mở rộng, phát triển nông nghiệp. Ở Nam Kỳ, người dân đã tự do đến khẩn hoang với tư cách cá nhân hoặc tập thể dưới sự giúp đỡ của triều đình. Hai vị quan tổ chức khẩn hoang nổi tiếng nhất là Nguyễn Công Trứ và Nguyễn Tri Phương; trong đó Nguyễn Công Trứ nổi lên vì là tác giả của ba chính sách khẩn hoang lớn: đồn điền, doanh điền và khai khẩn ruộng hoang. Đồn điền là chính sách chủ yếu dựa vào việc mộ dân nghèo, đi cùng với tội phạm, binh lính để thực hiện việc khai khẩn đất hoang. Trong thời gian khẩn hoang số dân này sẽ được quản lý theo cung cách đồn điền; sau từ 6–10 năm để cuộc sống dân cư ổn định sẽ chuyển sang hình thức làng xã. Đồn điền xuất hiện nhiều nhất ở vùng Gia Định. Đợt lập đồn điền lớn nhất do Kinh lược sứ Nam Kì là Nguyễn Tri Phương tổ chức vào năm 1853–1854, lập được 21 cơ, 124 ấp phân phối ở cả lục tỉnh. Doanh điền là hình thức khai hoang có sự kết hợp giữa triều đình và nhân dân, thực hiện di dân để lập ấp mới. Hình thức này bắt đầu được thực hiện từ năm 1828 dưới thời vua Minh Mạng theo đề nghị của Tham tán quân vụ Bắc thành Nguyễn Công Trứ. Theo đó, triều đình sẽ bỏ vốn ban đầu và cử ra một quan chức sẽ dứng ra chiêu mộ và chỉ đạo dân chúng đưa đi khai hoang Chính sách đồn điền và doanh điền được triều đình kèm theo một loạt luật lệ thưởng phạt phân minh để khai thác triệt để đất đã vỡ hoang và ngăn tình trạng bỏ đất nhưng cũng không dứt hẳn được hiện tượng ruộng hoang.
Ngoài ra, triều đình nhà Nguyễn còn khuyến khích nhân dân tự do khai hoang kết hợp phục hóa. Việc đinh điền cũng có chỉnh đốn và kiểm soát chặt chẽ hơn. Ruộng đất ở Nam Việt thời vua Minh Mạng được đo đạc lại, tính ra được 630.075 mẫu. Tổng số đinh toàn quốc là 970.516 suất và 4.063.892 mẫu ruộng đất. Triều đình nhà Nguyễn dành cho việc khai hoang, phục hóa rất nhiều sự quan tâm, họ đã cho tiến hành nhiều chính sách khai khẩn hoang khác nhau và đã đem lại nhiều kết quả tốt đẹp. Diện tích ruộng đất thực trưng tăng lên nhiều: năm 1847 là 4.273.013 mẫu. Tuy nói trên toàn diện, đất công điền không quá 1/5 diện tích canh tác, nhưng phần đất còn lại được phân phối giữa các nông dân mà đa số chỉ làm chủ tới 5 mẫu là nhiều. Hạng người có 100 mẫu trở lên thì rất ít, mỗi tỉnh có nhiều nhất là 5, 3 người.

### Văn hóa và giáo dục

#### Giáo dục

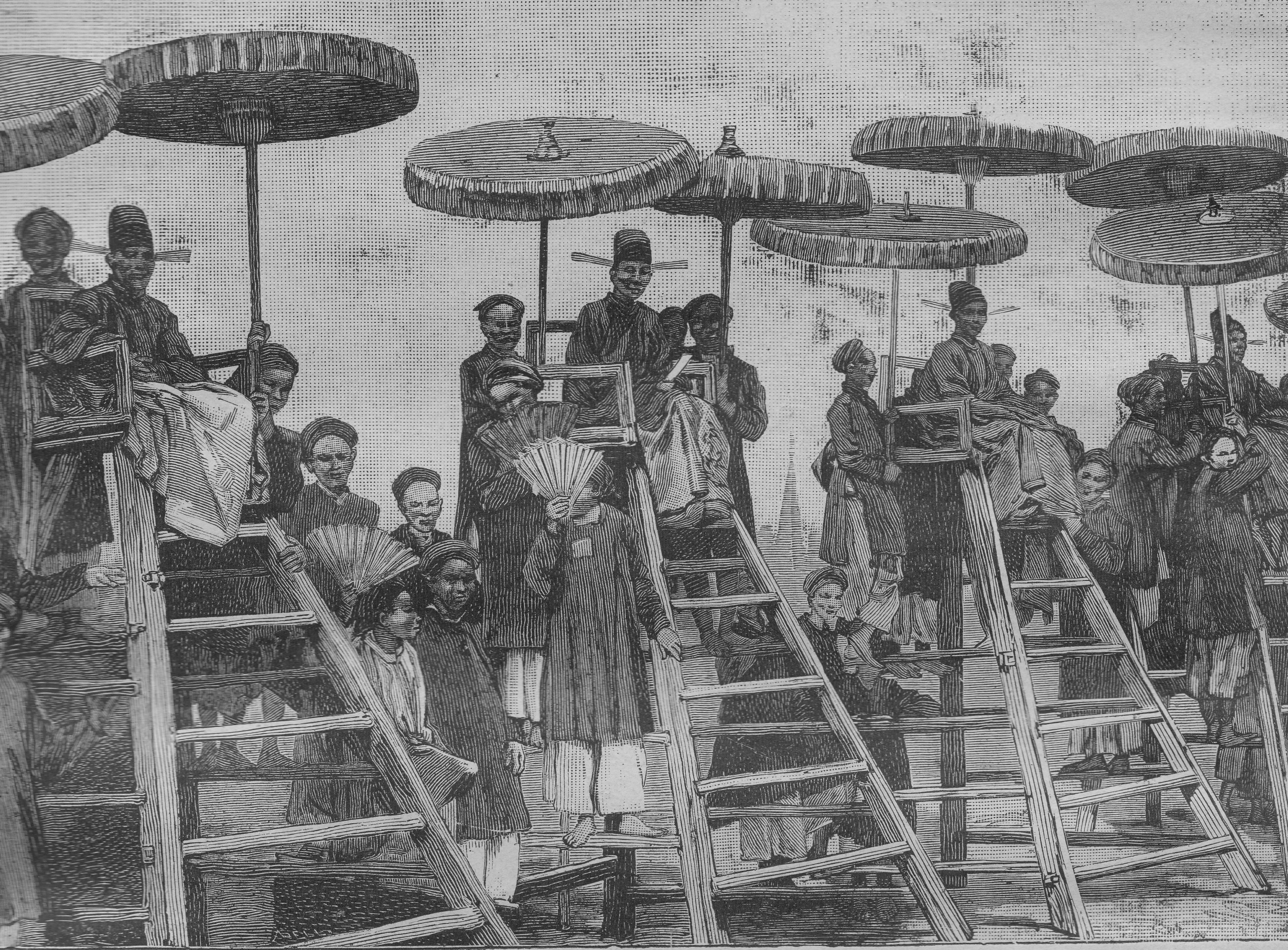
Lễ xướng danh trường thi Hương tại Nam Định năm Mậu Tý (1888)

Vua Gia Long rất đề cao Nho học, cho lập Văn Miếu ở các doanh, các trấn thờ đức Khổng Tử và lập Quốc Tử Giám năm 1803 ở Kinh thành Huế để dạy cho các quan và các sĩ tử, mở khoa thi Hương lấy những người có học, có hạnh ra làm quan. Cũng trong năm này, Gia Long cũng cho ban hành hai đạo dụ về việc mở các trường ở các tỉnh, ấn định nhân viên giáo giới và chương trình học chế đồng thời tái lập lại các khoa thi ở các trấn. Ở mỗi trấn có một quan Đốc Học, một phó Đốc Học hay Trợ Giáo. Cứ tháng 10 hàng năm triều đình mở một kỳ thi. Theo thông lệ cứ ba năm triều đình mở khoa thi Hương ở các địa phương. Những người trúng cao ở khoa thi Hương gọi là cử nhân, trúng thấp gọi là tú tài. Năm sau ở Kinh đô mở khoa thi Hội tại bộ Lễ, những cử nhân năm trước khi ứng thí, nếu trúng cách thì được tiếp tục thi Đình ở trong điện nhà vua để lấy các bậc Tiến sĩ.
Trong dân chúng, việc học tập có tính chất tự do hơn. Bất kỳ người nào có học lực kha khá cũng có thể mở trường tư thục để dạy học. Mỗi làng có vài ba trường tư thục, hoặc ở nhà thầy, hoặc ở nhà người hào phú nuôi thầy cho con học và cho con các nhà lân cận đến học. Theo Trần Trọng Kim thì người Việt Nam vốn chuộng sự học, cho nên người đi học cũng nhiều. Dù vậy, việc học tập càng lúc càng thoái hóa do nội dung học chỉ tập trung vào thơ phú và các tác phẩm cổ, không áp dụng được gì nhiều trong thực tế. Nhiều người học chỉ để đi thi, mong được làm quan. Trần Trọng Kim cho rằng:
| “ | Bao nhiêu công phu của người đi học chú trọng vào sự học cho nhớ những sách Tứ Thư, Ngũ Kinh cùng những lời thể chú của tiền nho trong những sách ấy và học thêm mấy bộ sử nước Tàu. Còn sự luyện tập hàng ngày, thì cốt tập cho thạo thuộc các lề lối ở chỗ khoa trường là: kinh nghĩa, tứ lục, thi phú, văn sách. Ấy là dùng hư văn mà xét tài thực dụng, đem sự hoa mỹ làm mực thước đo tài kinh luân. Bởi vậy ai hay kinh nghĩa đã nghĩ mình hơn người, ai tài thi phú đã tưởng mình giỏi nghề trị nước. Việc đời thì tối tăm mờ mịt mà lại tự phụ và kiêu căng, cho thiên hạ như rơm rác, coi mình như thần thánh. Sự học của mình đã hư hỏng như thế, những hủ tục lại ăn sâu vào trí não, thành ra một thứ cố tật không sao chữa được...Đại khái, cái trình độ của bọn sĩ phu ở nước ta lúc bấy giờ là thế, cho nên vận nước suy đến nơi mà hồn người vẫn mê muội ở chỗ mơ màng mộng mị. Bọn sĩ phu là người có học, làm tai làm mắt cho mọi người mà còn kém cỏi như thế, thì bảo dân gian khôn ngoan làm sao được | ” |
| — | |   |

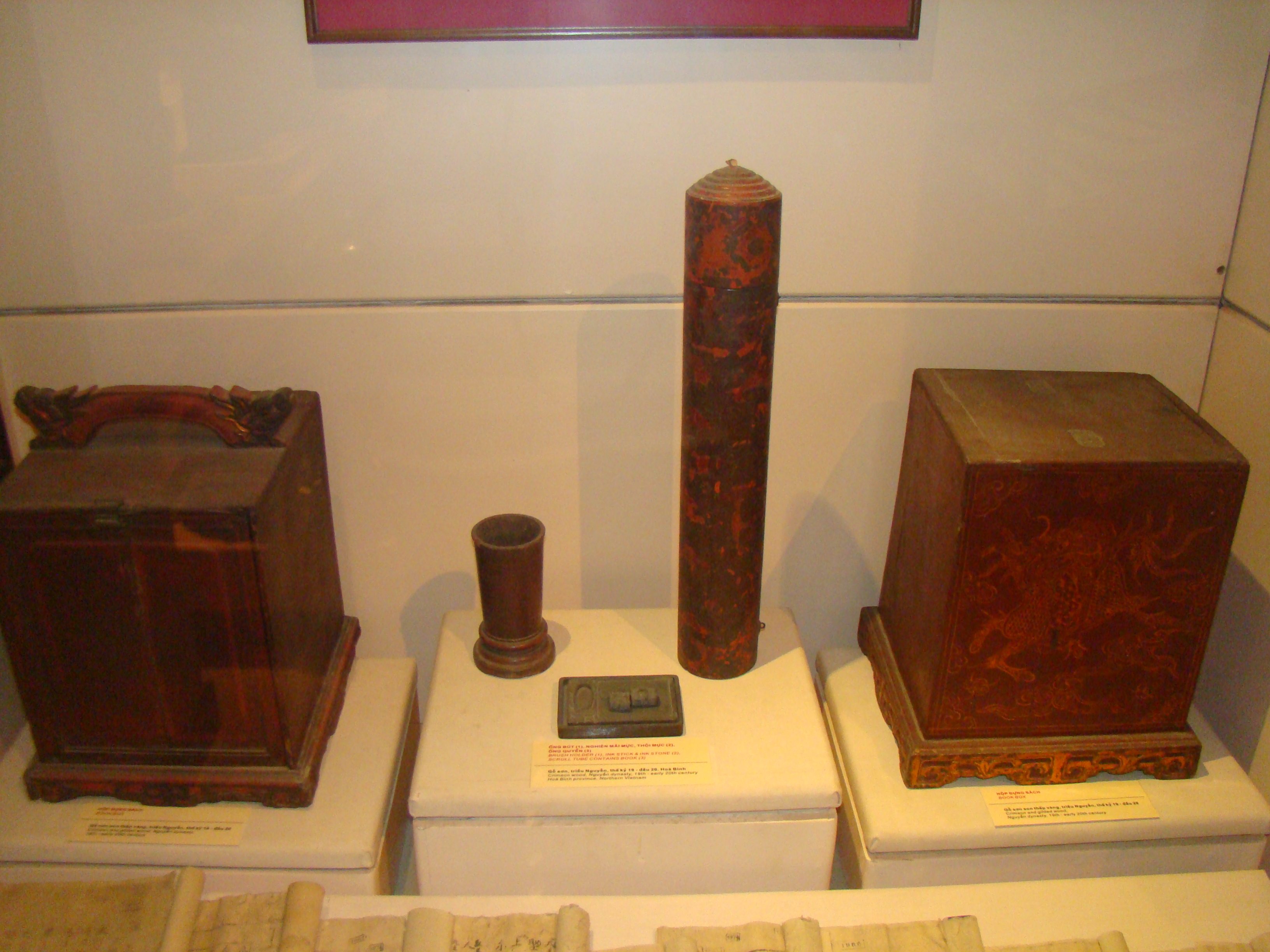
Ống quyển, ống bút, nghiên mực, hòm sách- những "đồ nghề" của một sĩ tử thời Nguyễn

Thời vua Minh Mạng, ông muốn canh tân việc học hành thi cử nhưng lại không biết tiến hành ra sao bởi triều thần của ông phần nhiều chỉ là những hủ nho lạc hậu, không giúp đỡ được nhà vua một kế hoạch nào cho quốc phú dân cường, ông nói rằng:
| “ | Lâu nay cái học khoa cử làm cho người ta sai lầm, Trẫm nghĩ văn chương vốn không có quy củ nhất định, mà nay những văn cử-nghiệp chỉ câu nệ cái hư sáo khoe khoang lẫn với nhau, biệt lập mỗi nhà một lối, nhân phẩm cao hay thấp do tự đó. Khoa tràng lấy hay bỏ cũng do tự đó. Học như thế thì trách nào mà nhân tài chẳng mỗi ngày một kém đi. Song tập tục đă quen rồi, khó đổi ngay được, về sau nên dần dần đổi lại | ” |

#### Văn học

Cảnh vườn Thư quang trong cuốn Ngự đề Đồ Hội Thi Tập, tập thơ ngự chế Thần kinh nhị thập cảnh của vua Thiệu Trị.

Văn học nhà Nguyễn có thể chia làm các thời kỳ như sau: thời Nguyễn sơ, thời kỳ nhà Nguyễn còn độc lập và thời kỳ nhà Nguyễn thuộc Pháp. Thời Nguyễn sơ là thời kỳ của các nhà thơ thuộc hai nguồn gốc chính là quan của vua Gia Long và các cựu thần nhà Hậu Lê bất phục nhà Nguyễn. Tiêu biểu cho thời kỳ này là các tác giả: Phạm Quy Thích, Nguyễn Du, Trịnh Hoài Đức và Lê Quang Định. Nội dung tiêu biểu cho thời kỳ này là nói về niềm tiếc nhớ Lê triều cũ và một lãnh thổ văn chương Việt Nam mới hình thành ở phương Nam. Thời nhà Nguyễn độc lập là thời của các nhà thơ thuộc đủ mọi xuất thân trong đó có các vua như Minh Mạng, Thiệu Trị, Tự Đức, và các thành viên hoàng tộc như Tùng Thiện Vương Nguyễn Phúc Miên Thẩm. Các nho sĩ thì gồm có Nguyễn Văn Siêu, Cao Bá Quát, Hà Tôn Quyền, Trương Quốc Dụng, Phan Thanh Giản, Phạm Phú Thứ. Hai kiểu thơ chủ yếu của thời kỳ này là thơ ngự chế của các vị vua và các thi tập của nho sĩ. Thời nhà Nguyễn thuộc Pháp là thời kỳ ảnh hưởng của hoàn cảnh lịch sử đương thời tác động rất lớn vào văn chương, các nhà thơ sáng tác nhiều về cảm tưởng của họ đối với quá trình Pháp chiếm Việt Nam. Tác giả tiêu biểu thời kỳ này gồm Nguyễn Tư Giản, Nguyễn Thông, Nguyễn Khuyến, Dương Lâm, Nguyễn Thượng Hiền.
Thời kỳ nhà Nguyễn, văn học phát triển trong cả Hán văn, lẫn một cách mạnh mẽ ở chữ Nôm với nhiều thành tựu lớn, trong đó tác phẩm chữ Nôm tiêu biểu nhất là Truyện Kiều và Hoa Tiên. Hai thể thơ được dùng phổ biết ở thời kỳ này là lục bát và lục bát gián cách, sử dụng một thứ tiếng Việt mới có một trình độ rất cao. Ở miền Nam Việt Nam, thành hình một lãnh thổ văn chương mới với nhiều nét độc đáo riêng so với các vùng cũ. Về nội dung, ngoài các nội dung văn chương mang đậm tư tưởng Nho giáo truyền thống thì số phận con người và phụ nữ cũng được đề cập đến.

### Khoa học và kỹ thuật

#### Sử học

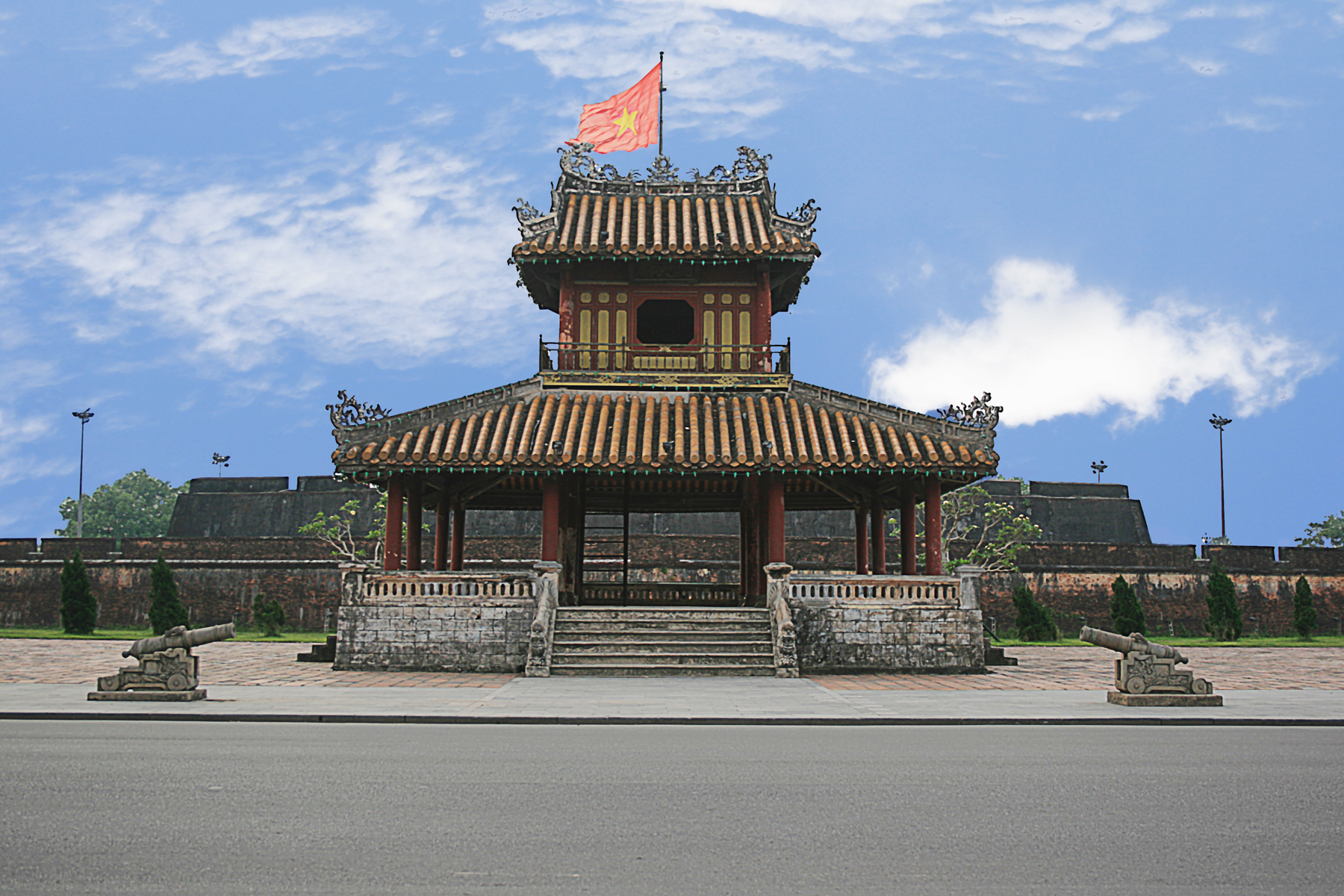
Phu Văn Lâu, nơi niêm yết những chỉ dụ quan trọng hoặc kết quả các kỳ thi do triều đình tổ chức

Ngay từ cuối thế kỷ XVIII, sử học là một trong những ngành khoa học rất phát triển. Sang đầu thế kỷ XIX, dưới thời nhà Nguyễn, ngành này lại càng phát triển hơn, có thể nói đó là ngành phát triển nhất thời vương triều Nguyễn. Đặc biệt khi cơ quan phụ trách sử học là Quốc sử quán ra đời năm 1820 dưới thời vua Minh Mạng với nhiệm vụ thu thập các bộ sử xưa, in lại Quốc sử thời Lê và biên soạn các bộ sử mới. Quốc sử quán phải nói là được tổ chức kỷ cương, hoạt động một cách đầy hiệu quả. Vương triều Nguyễn đã cho lập các kho tàng lưu trữ các sáng tác từ cổ chí kim.
Sử học nhà Nguyễn có các thành tựu sau:
- Tìm kiếm, lưu trữ và cho in lại các tác phẩm sử học của các triều đại trước.[110]
- Biên soạn nhiều bộ sử khổng lồ và các công trình sử học có giá trị lớn như: Khâm định Việt sử Thông giám Cương mục, Đại Nam liệt truyện, Đại Nam Thực lục - Tiền biên và chính biên[110], Khâm định tiễu bình lưỡng kỳ phỉ khẩu phương lược, Bản triều bạn nghịch liệt truyện... Các nhà sử học cũng cho ra đời nhiều công trình của cá nhân như Lịch triều tạp kỷ của Ngô Cao Lãng, Sử học bị khảo của Đặng Xuân Bản, Quốc sử dĩ biên của Phan Thúc Trực,... và nhất là Lịch triều hiến chương loại chí của Phan Huy Chú.[111] Trong đó, Đại Nam thực lục chính biên có tới 587 quyển.
- Các công trình địa phương chí, và gia phả các dòng họ cũng xuất hiện rất nhiều.
  - Việc biên soạn các bộ địa phương chí gần như thành phong trào: từ các tỉnh lớn cho đến tận các huyện xã cũng có chí. Trong đó có rất nhiều bộ chí được biên soạn khá công phu với nhiều chi tiết quý mà các bộ sử lớn không có. Tiêu biểu cho địa phương chí là Gia Định thành thông chí của Trịnh Hoài Đức, Nghệ An ký của Bùi Dương Lịch
  - Thể loại Gia phả thì có Mạc Thị Gia phả của Vũ Thế Dinh.[110]
- Ngoài ra còn có các tác phẩm soạn theo kiểu quy cách nhiều vấn đề khác nhau của lịch sử, nổi bật của thể loại này là bộ Lịch triều Hiến chương loại chí của Phan Huy Chú.[112]

Năm 1942, Giám đốc Nhà lưu trữ Đông Dương Paul Boudet cho biết rằng các tài liệu trước thế kỷ XIX (thời Nguyễn) chỉ còn lưu lại được khoảng 20 bản. Từ triều vua Minh Mạng, công tác lưu trữ mới được quan tâm. Cũng năm 1942, số lượng địa bạ ở Tàng thư lâu giữ được có tới 12.000 quyển.

#### Địa lý và Lịch sử
Thời Nguyễn cũng là thời có nhiều tác phẩm địa lý học lớn như bộ Hoàng Việt Nhất thống dư địa chí do Thượng thư Lê Quang Định soạn theo lời của vua Gia Long. Sau đó cơ quan Quốc sử quán triều Nguyễn cũng soạn tiếp nhiều công trình khác gồm Đại Nam nhất thống toàn đồ, Đại Nam nhất thống chí. Ngoài ra, còn có nhiều tác phẩm có giá trị cao khác ngoài Quốc sử quán như Bắc Thành địa dư chí và Hoàng Việt dư địa chí của Phan Huy Chú; Phương Đình dư địa chí của Nguyễn Văn Siêu; Đại Việt cổ kim duyên cách địa chí khảo và Gia Định thành thông chí của Trịnh Hoài Đức; Nam Hà tiệp lục của Quốc sử quán,... Ngoài ra thời Minh Mạng cũng xuất hiện rất nhiều bản đồ về các địa phương của nước Đại Nam thời kỳ đó.
Nhìn chung, theo nhận xét của Dương Quảng Hàm thì tuy có nhiều giá trị nhưng do vẫn còn thiếu một phương pháp nghiên cứu khoa học tốt nên các tác phẩm về sử học và địa lý thời kỳ này vẫn có nhiều khuyết điểm. Dù vậy, các triều đại trước cũng không khá hơn nhà Nguyễn trong việc này.

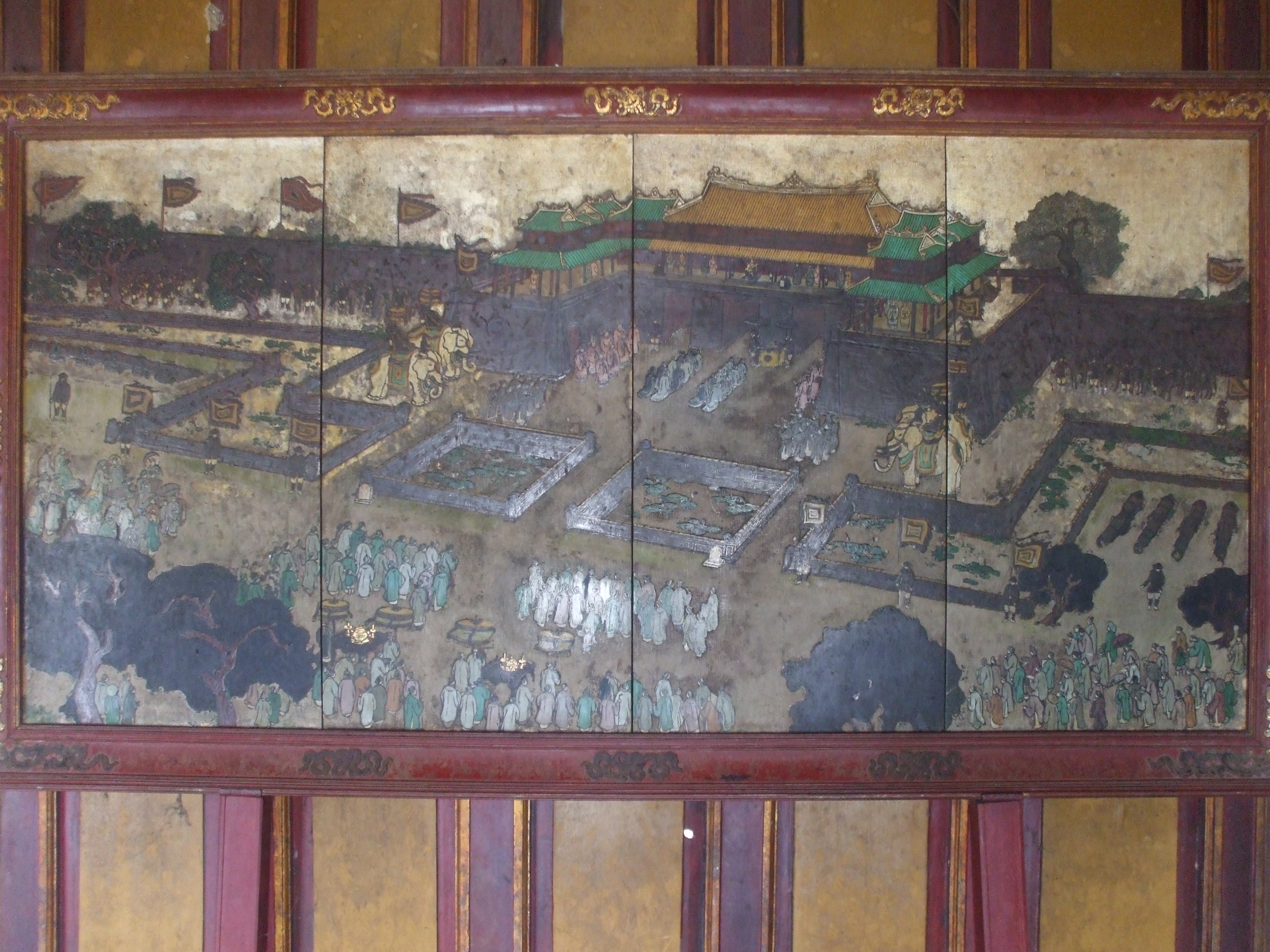
Tranh vẽ Ngọ Môn Hoàng Thành Huế

#### Kỹ thuật công nghệ
Từ các cuộc nội chiến ở Đại Việt trước, kỹ thuật công nghệ của phương Tây đã được các vua chúa đem vào Việt Nam rất nhiều đặc biệt trong lĩnh vực quân sự. Thời nhà Nguyễn vẫn kế thừa những thứ đã du nhập ấy, nhiều công trình được xây dựng theo kiểu kiến trúc Vauban của phương Tây như thành Bát Quái, kinh thành Huế, thành Hà Nội...Thời Gia Long đã từng cho đóng một loại thuyền lớn bọc đồng để tuần tra biển.
Sang đến thời Minh Mạng, nhiều máy móc mang tính mới mẻ đã được chế tạo gồm: máy cưa chạy bằng sức trâu và sức nước, máy xẻ gỗ chạy bằng sức trâu. Cụ thể là, năm 1834, Nguyễn Viết Túy dưới sự đồng ý của vua Minh Mạng đã chế tạo ra chiếc máy nghiền thuốc súng bằng sức nước mang tên Thủy hỏa ký tế. Sau đó những năm 1837-38, theo mẫu của phương Tây, thợ thủ công Nhà nước đã chế tạo được máy cưa văn gỗ, xẻ gỗ bằng sức nước, máy hút nước tưới ruộng,... và còn có cả xe cứu hỏa. Đặc biệt là năm 1839, dựa theo các kiểu phương Tây, các đốc công Hoàng Văn Lịch, Vũ Huy Trịnh cùng các thợ của ông đã đóng thành công chiếc tàu máy hơi nước đầu tiên, được vua Minh Mạng hết sức khen ngợi. Năm sau, Minh Mạng lại chỉ đạo cho họ đóng một chiếc kiểu mới tân tiến hơn và sửa chữa một chiếc bị hỏng. Điều đáng tiếc là sau đó mọi việc dường như bị đình lại. Thời Tự Đức, nhiều sách kỹ thuật phương Tây được dịch sang tiếng Hán như Bác Vật tân biên, Khai Môi yếu pháp, Hàng hải Kim châm. Nhưng một điều đáng tiếc là những tiến bộ này vẫn chưa kịp tác động vào quá trình phát triển của xã hội Việt Nam. Đến giữa thế kỷ XIX, Việt Nam vẫn là một quốc gia với nền sản xuất nông nghiệp chậm tiến so với thế giới phương Tây.

#### Kiến trúc

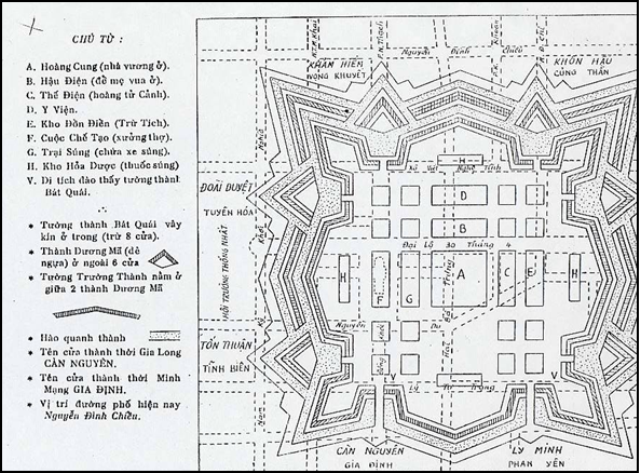
Sơ đồ Thành Bát Quái Sài Gòn do Trương Vĩnh Ký vẽ, Nguyễn Đình Đầu lược dịch và chú giải.

Nhà Nguyễn là triều đại có nhiều đóng góp trong lịch sử Việt Nam, đặc biệt là một kho tàng kiến trúc đồ sộ, mà tiêu biểu là quần thể kinh thành Huế và nhiều công trình quân sự khác
Kinh thành Huế nằm ở bờ Bắc sông Hương với tổng diện tích hơn 500 ha và 3 vòng thành bảo vệ. Kinh thành do vua Gia Long bắt đầu cho xây dựng năm 1805 và được Minh Mạng tiếp tục hoàn thành năm 1832 theo kiến trúc của phương Tây kết hợp kiến trúc thành quách phương Đông. Trải qua gần 200 năm khu kinh thành hiện nay còn hầu như nguyên vẹn với gần 140 công trình xây dựng lớn nhỏ. Kiến trúc cung đình Huế đã tiếp thu và kế thừa kiến trúc truyền thống thời Lý, Trần, Lê đồng thời tiếp thu tinh hoa của Mỹ thuật Trung Hoa nhưng đã được Việt Nam hóa. Huế cũng đã được hiện đại hóa bởi những công trình sư người Pháp phục vụ dưới thời vua Gia Long. Khi xây dựng hệ thống thành quách và cung điện, các nhà kiến trúc dưới sự chỉ đạo của nhà vua đã bố trí trục chính của công trình theo hướng Tây Bắc–Đông Nam. Yếu tố Ngũ hành quan trọng trong bố cục mặt bằng của kiến trúc cung thành tương ứng với ngũ phương.
Thành Gia Định là một công trình phòng thủ quân sự, được Nguyễn Phúc Ánh ra lệnh xây dựng tại làng Tân Khai, huyện Bình Dương, đất Gia Định, sau này là Sài Gòn, kể từ ngày 4 tháng 2 năm 1790 theo kiến trúc hỗn hợp Đông-Tây, dựa trên một bản thiết kế của một người Pháp là Olivier de Puymanel (Việt danh là Ông Tín). Thành được xây có 8 cạnh nên gọi là "Bát Quái". Thành còn có tên khác là "Thành Quy". Thành có 8 cửa, phía nam là cửa Càn Nguyên và cửa Li Minh, phía bắc là cửa Khôn Hậu và cửa Khảm Hiền, phía đông là cửa Chấn Hanh và cửa Cấm Chí, phía tây là cửa Tốn Thuận và cửa Đoài Duyệt. Thời Minh Mạng đổi tên các cửa: phía nam là cửa Gia Định và cửa Phiên An, phía bắc là cửa Củng Thần và cửa Vọng Thuyết, phía đông là cửa Phục Viễn và cửa Hoài Lai, phía tây là cửa Tĩnh Biên và cửa Tuyên Hóa. Ngày 18 tháng 3 năm 1859, quân Pháp đốt cháy kho tàng, phá hủy thành Sài Gòn và rút ra để tránh quân triều đình nhà Nguyễn tấn công đánh chiếm lại thành. Dấu tích duy nhất ngày nay còn lại là bức tranh vẽ ảnh thực dân Pháp tấn công thành và những tàn tích dọc đường Đinh Tiên Hoàng về phía gần xưởng Ba Son.

### Các phong trào khởi nghĩa chống triều đình
Nhà Nguyễn cũng là triều đại chứng kiến các cuộc nổi dậy của nông dân cũng như các tầng lớp khác bùng nổ dữ đội, nhất là ở Bắc Hà. Các nhà sử học tính rằng số lượng các cuộc nổi dậy nửa đầu thế kỷ 19 còn nhiều hơn toàn thế kỷ 18. Từ năm 1802 cho tới năm 1862, tại Bắc Hà có từ 350 cho tới 400 cuộc nổi dậy của nông dân nổ ra. Trong số đó có 50 cuộc diễn ra dưới thời Gia Long từ 1802-1820, 254 cuộc dưới thời Minh Mạng (1820-1840), 58 cuộc dưới thời Thiệu Trị (1840-1847) và 40 cuộc nổi dậy dưới thời Tự Đức (1847-1862). Dù vậy, trong số này cũng đã tính luôn cả các vụ nổi dậy liên quan tới vấn đề Công giáo, các phong trào phù Lê diệt Nguyễn của dân Bắc Hà, các toán cướp nổi lên hùng cứ địa phương, các toán tàn quân Thái Bình Thiên Quốc vượt biên vào cướp và cả những vụ bạo loạn như của Lê Duy Phụng do thực dân Pháp kích động để rảnh tay xâm chiếm Việt Nam.
Những cuộc nổi dậy ở Bắc Hà dưới thời vua Minh Mạng suốt Trung, Nam, Bắc, kể từ năm 1822 theo sử gia Phạm Văn Sơn đã do nhiều nguyên nhân:
- Về phía ngoại bang, nước Xiêm La vẫn giữ thái độ hằn học về vấn đề Chân Lạp nên ngoài mặt tuy êm dịu nhưng bên trong Xiêm La vẫn tìm cơ hội để quấy rối Việt Nam.
- Ngoài Bắc, một phần nhân tâm còn luyến tiếc Lê triều, vẫn chờ dịp nổi lên chống lại nhà Nguyễn và để khôi phục lại dòng họ Lê.
- Bọn quan lại hay nhũng nhiễu dân chúng, dèm pha nhau, tâng công, nịnh hót mà nhà vua lại thường không minh, nhất là đối với kẻ công thần. Nhiều người trung lương đâm ra chán nản, trái lại phe gian nịnh nẩy nở mỗi ngày một nhiều, nước tất nhiên phải sinh loạn do đó ngoại quốc mới dám nhòm ngó vào.

Nguyên nhân chính làm bùng nổ nhiều cuộc nổi dậy là vấn đề kinh tế và đời sống khó khăn của người dân:
- Một giáo sĩ người Pháp tên Guérard nhận xét rằng Gia Long đánh thuế quá nặng và bắt dân chúng lao dịch quá nhiều, sự bất công và lộng hành của quan lại làm cho người dân khổ cực. Ông viết: "Vua Gia Long bóp nặn dân chúng bằng đủ mọi cách, sự bất công và lộng hành làm cho người ta rên xiết hơn cả ở thời Tây Sơn; thuế má và lao dịch thì tăng lên gấp ba"[120]. Việc xây thành Phú Xuân và đào kênh Vĩnh Tế phải huy động hàng vạn dân phu đi lao dịch. Một người Pháp là Borel viết năm 1818 mô tả việc xây thành Phú Xuân (Huế): "Nhà vua sử dụng tất cả nhân lực vào việc xây tòa thành và các công trình công cộng khác. Khi tôi đến Huế, đã có đến 8 vạn người được điều động từ các nơi trong cả nước đang khẩn trương xây dựng một tòa thành rộng lớn bằng gạch... Riêng việc xây bờ thành đã tốn kém những khoản tiền khổng lồ và làm thiệt hàng ngàn nhân mạng vì phải khổ dịch liên tục... Nhà vua [Gia Long] đã vung ra những món tiền lớn và hy sinh tính mạng của hàng ngàn dân chúng vì họ phải làm việc không nghỉ tay trên các tường lũy của kinh thành. Đây quả là một công trình kỳ diệu. Mười vạn người được thường xuyên huy động"[64]
- Sự tham nhũng của quan lại cũng là một nguyên nhân, như Chaigneau người Pháp đã ghi lại năm 1807: "Dân chúng hết sức khốn khổ, vua và quan lại làm khổ dân một cách kỳ lạ; công lý này tùy thuộc tiền bạc, kẻ giàu có thể đánh đập người nghèo mà không sợ bị trừng phạt gì, vì họ tin chắc nhờ tiền bạc họ sẽ thắng kiện."[121]
- Nạn đói thường xuyên đe doạ cuộc sống của người nông dân. Theo lời tâu của Nguyễn Công Trứ vào năm 1833, dân đói đến tỉnh Hải Dương kiếm ăn có tới 27.000 người. Trận bão đổ bộ vào tỉnh Nghệ An 1842 đã làm cho 40.753 ngôi nhà bị đổ, 5.420 người bị chết, cùng với đói kém, mất mùa, lụt lội và bệnh dịch. Trận dịch xảy ra năm 1840, riêng ở Bắc Kì số người chết đã lên tới 67.000.[120]

Các cuộc khởi nghĩa cuối cùng đều bị thất bại, nhưng đã khiến cho nhà Nguyễn suy yếu, lâm vào tình trạng bất ổn triền miên.

#### Tại Bắc Kỳ
Ngay từ khi mới cầm quyền, nhà Nguyễn đã gặp phải sự chống đối hết sức quyết liệt từ nhiều lực lượng xã hội khác nhau. Năm 1803, một số tướng lĩnh cũ của nhà Tây Sơn do Nguyễn Văn Tuyết cầm đầu đã nổi dậy ở Kinh Môn, Hải Dương. Sau là cuộc khởi nghĩa của Vũ Đình Lục và Đặng Trần Siêu ở Sơn Nam (Thượng du Thanh Hóa), liên tục hoạt động cho đến năm 1824. Tiếp theo là phong trào nông dân ở miền xuôi, vùng đồng bằng Bắc Kỳ và Bắc Trung Kỳ: Nguyễn Đức Khoa, Tổng Thái, Tú Bích ở Kinh Bắc, Trần Lệ Quyên, Đỗ Hoàng Thân ở Sơn Tây, Nguyễn Thế Chung ở Sơn Nam, Nguyễn Trấn, Lê Hữu Tạo, Ninh Đãng Tạo, Phan Bô ở Nghệ An.
Một số cuộc nổi dậy lớn kế tiếp là cuộc nổi dậy của Phan Bá Vành ở Nam Định (1821–27), Lê Duy Lương ở Ninh Bình (1833–34), Nông Văn Vân ở Tuyên Quang (1833–35) và của Cao Bá Quát (1854–56) ở Hà Nội, đặc biệt là phong trào bạo loạn do Lê Duy Phụng dẫn đầu (1861-1865) trên khắp lãnh thổ Bắc Kỳ. Ngoài ra vụ nổi dậy của Lê Duy Lương năm 1832 ở Ninh Bình, là con cháu nhà Lê khiến vua Minh Mạng phải yêu cầu Tổng đốc Nghệ Tĩnh là Tạ Quang Cự cùng với Tổng đốc Thanh Hóa là Nguyễn Văn Trọng đem quân ra Ninh Bình bắt được Lê Duy Lương giải về Kinh trị tội và tất cả con cháu Lê bị lưu đày ở Quảng Nam, Bình Định. Chính sách "Phù Lê" của nhà Nguyễn đã chấm dứt.
Khi vua Tự Đức lên ngôi đã cử những danh thần của triều đình làm quan Kinh lược Đại sứ để đi kiểm tra, khám xét công việc ở các nơi trong cả nước. Nguyễn Tri Phương ở Nam Kỳ, Phan Thanh Giản coi ba tỉnh Nam Trung Việt, Nguyễn Đăng Giai kiểm soát ba tỉnh phía Bắc miền Trung. Nhưng từ năm 1851 nhiều cuộc nổi dậy diễn ra ở nhiều nơi, nhất là ở Bắc Kỳ bởi lòng dân ở đây còn tưởng nhớ đến nhà Lê, phá chính quyền triều Nguyễn. Có vài vụ nổi dậy mà người lãnh đạo tự xưng mình thuộc dòng dõi nhà Lê như quân của Lê Duy Phụng, lôi cuốn được khá nhiều người tham gia. Ngoài ra triều đình còn phải lo đối phó dư đảng Thái Bình Thiên Quốc do Hồng Tú Toàn tổ chức chống lại nhà Thanh bị bại tràn sang Việt Nam. Tàn quân Thái Bình Thiên Quốc cướp phá các vùng thượng du khiến quân đội nhà Nguyễn phải đi đánh dẹp rất phiền phức.
Ngoài mục đích chính trị thì một phần cũng do dân chúng phải chịu nhiều thiên tai như lũ lụt liên miên. Đê Văn Giang vỡ liên tiếp 18 năm lại thuộc tỉnh Hưng Yên là nơi đông dân nhất Bắc Kỳ nên làm phát sinh rối loạn. Thời kỳ này còn có quân Tam Đường do ba lãnh tụ: Quảng Nghĩa Đường, Lục Thắng Đường, Đức Thắng Đường nổi lên tại Thái Nguyên được quan Kinh lược Nguyễn Đăng Giai đến phủ dụ nên đất Bắc được yên ổn. Khi Nguyễn Đăng Giai qua đời (1854), Bắc Kỳ lại mất an ninh, trật tự như cũ.
Khác với các cuộc nổi dậy khác, cuộc nổi dậy của nhóm Lê Duy Cự và Cao Bá Quát không cướp của giết người như những vụ loạn khác mà do sự bất mãn với triều đình, mục tiêu của họ là lật đổ chính quyền nhà Nguyễn. Bởi cuộc khởi nghĩa của Lê Duy Cự bùng ra cuối năm ấy mà khoảng tháng 5 có châu chấu phá hoại mùa màng dữ dội nên người ta gọi vụ này là "giặc châu chấu".
Những cuộc nổi dậy này nhiều lúc dân nghèo đã phối hợp với quân lưu manh, đạo tặc để chống đối nên tuy làm cho Triều đình khốn đốn nhưng vì không có tổ chức chặt chẽ, kỷ luật nghiêm minh, không có hiệu lệnh thống nhất, trước sau đều thất bại.
Ngoài các cuộc nổi dậy của nông dân ở Bắc Kỳ còn có cả những người nhân cơ hội triều đình suy yếu, nổi lên tứ tung để cướp phá và lợi dụng dân lưu vong để rủ họ theo. Ngoài ra cũng có những người bị quân Pháp mua chuộc để quấy rối triều Nguyễn cho họ dễ hành động. Chưa kể còn có quân giặc người Tàu hoành hành ở miền thượng du Bắc Kỳ. Những cuộc biến động này khiến triều đình phải dụng binh rất lâu, hao tổn binh lực và tài lực rất nhiều.
Năm 1861, với chính sách của Triều đình Huế gia giảm các chương trình phúc lợi, giải tán các cộng đồng Công giáo, gia tăng kiểm soát mua bán lương thực, tăng thuế, cộng với nạn giặc Khách đánh phá mạn ngược và bọn cướp biển Tàu Ô đánh cướp các làng ven biển, khiến tình hình miền Bắc càng trở nên nguy hiểm, có thể bùng nổ bất kỳ lúc nào. Các thành phần bị ảnh hưởng nặng nề nhất, dễ nổi lên đối kháng nhất là những nông dân bị nạn lũ lụt, các tộc người thiểu số nghèo khổ và các cộng đồng Công giáo bị ngược đãi. Đây là những nhân tố khiến cho cuộc nổi dậy do Lê Duy Phụng cầm đầu đặc biệt nguy hiểm, khiến triều đình Huế phải hết sức vất vả mới đánh dẹp được.

#### Tại Nam Kỳ
Cuộc Nổi dậy ở Đá Vách đã nổ ra, kéo dài ngay từ buổi đầu triều đại vua Gia Long đến suốt hơn nửa thế kỷ. Ngay từ khi lên ngôi, vua Gia Long đã ký ban hành các loại thuế đánh vào lâm thổ sản ở vùng này, làm cho "dân Man quanh năm nộp thuế không lúc nào rỗi" , hậu quả là: "dân phải nhặt củ rau và quả ở núi để ăn cho no bụng" . Các vua đầu thời Nguyễn còn mắc sai lầm khi cho rằng: Bọn man mọi ngu dại chưa thấm nhuần phong hóa, cần buộc họ cắt tóc, ăn mặc và sinh hoạt giống như người miền xuôi. Tất cả đã làm cho người dân Đá Vách nung nấu căm thù, dẫn đến nhiều cuộc giao chiến suốt hơn 50 năm, bất chấp mọi biện pháp trấn áp và chia rẽ của triều đình nhà Nguyễn. Các vụ nổi dậy vào các năm 1803, 1804, 1806, 1807 đã làm cho quan quân nhà Nguyễn thiệt hại không ít.
Cuộc nổi dậy Lê Văn Khôi là một cuộc nổi dậy xảy ra vào thời vua Minh Mạng ở các tỉnh miền Nam Việt Nam. Lãnh đạo của cuộc nổi dậy này là Lê Văn Khôi nhóm họp những phần tử về phái địa phương phân quyền của Lê Văn Duyệt và những tù nhân Bắc Kỳ bị đi đày để nổi dậy. Được võ quan, binh lính và dân chúng Phiên An vốn cảm tình với Lê Văn Duyệt đi theo rất đông nên quân nổi dậy từng đánh chiếm được 6 tỉnh phía Nam nhưng sau đó triều đình đã nhanh chóng thu phục các tỉnh này, dồn quân nổi dậy vào cố thủ ở thành Phiên An năm 1835 khi thành Phiên An thất thủ.
Ngoài ra, tại Nam Kỳ, chính sách không phù hợp của nhà Nguyễn với người thiểu số, đặc biệt là người Khmer và chính sách đối ngoại với vương quốc Chân Lạp cũng gây bất mãn trong cộng đồng người Khmer, dẫn đến nhiều cuộc nổi dậy chống lại triều đình, như các cuộc nổi dậy Lâm Sâm, Ba Xuyên, Thất Sơn, Hà Tiên.

## Thời kỳ bị Pháp xâm lăng và đô hộ

### Cuộc chiến chống Pháp xâm lăng

#### Tình trạng của nhà Nguyễn
Do những việc cấm đạo và tàn sát giáo dân của vua Minh Mạng mà ngay trong năm 1838 đã có sĩ quan Hải quân Fourichon đề nghị Pháp gửi Hải quân tới can thiệp nhưng bị Ngoại trưởng Pháp François Guizot bác bỏ. Dư luận Pháp thì sôi động vì sự ngược đãi giáo dân của Minh Mạng nên ủng hộ đề nghị dùng vũ lực. Khi Thiệu Trị nối ngôi có thái độ mềm mỏng hơn, cho thả một số linh mục bị bắt và tỏ ý sẽ cho tàu sang Châu Âu mua bán nhưng sự kiện đụng độ tại Đà Nẵng năm 1847 giữa tàu Pháp và Việt khiến nhà vua tức giận và ông ra lệnh xử tử ngay tại chỗ tất cả người Âu bắt được tại Việt Nam. Tuy nhiên, sử nhà Nguyễn không nói đến việc vua Thiệu Trị trả thù bằng cách ra lệnh xử tử tất cả người Âu.

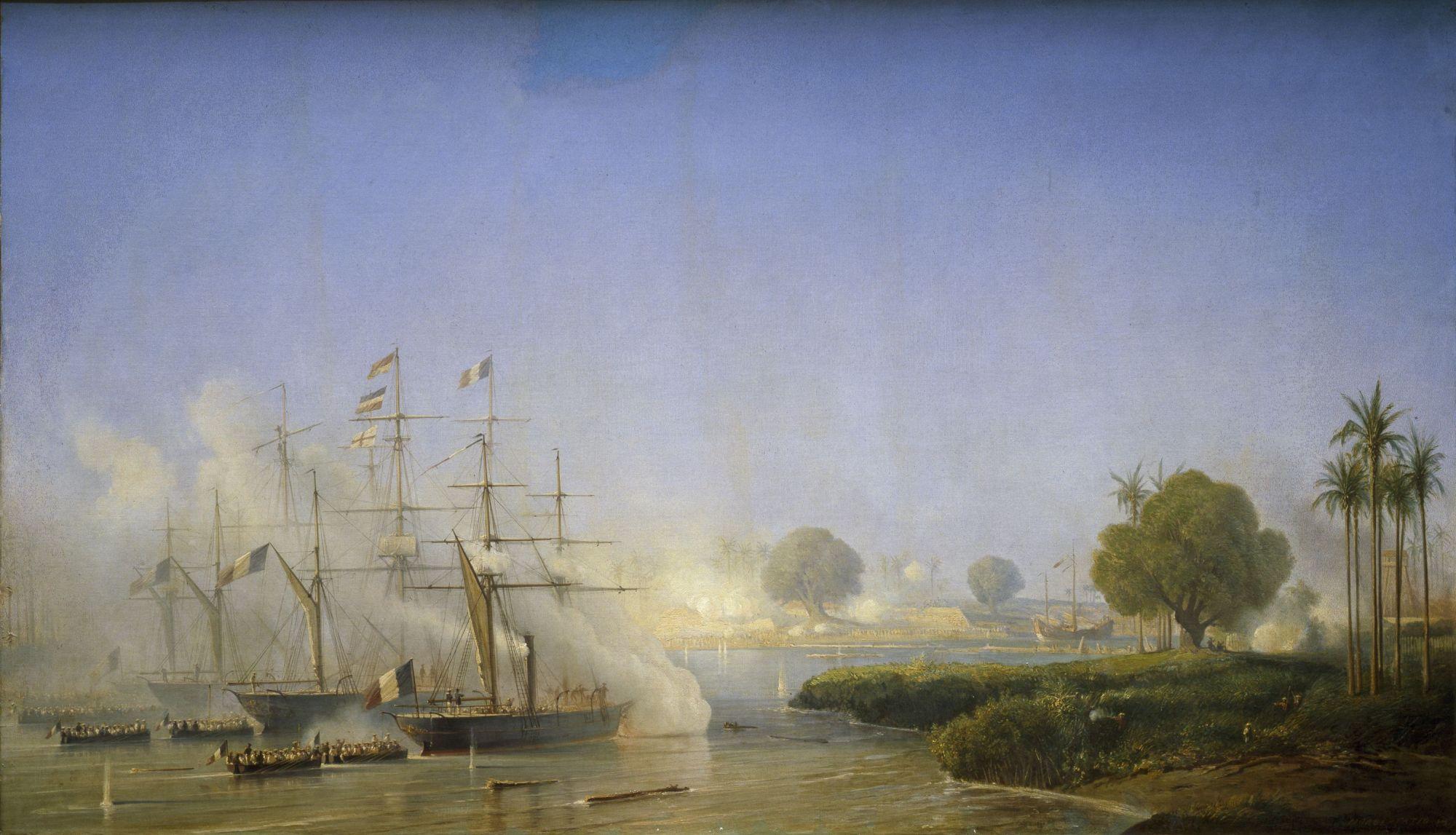
Chiến hạm Pháp tấn công Gia Định năm 1859.

Khi Tự Đức lên cầm quyền, triều đình vẫn cai trị tuân theo phong cách Nho giáo. Triều đình không có một biện pháp nào đối phó với phương Tây, ngược lại chỉ cấm đạo và cấm mua bán quyết liệt hơn trước. Nhân vụ An Phong Công Hồng Bảo mưu phản, tìm cách liên hệ với các giáo sĩ để soán ngôi mà nhà vua cho công bố 2 đạo dụ cấm đoán Công giáo các năm 1848 và 1851, đã có hàng vạn giáo dân bị tàn sát hay lưu đày từ 1848–1860. Cũng đồng thời lúc này, trước tình hình người Pháp xâm lấn, trong triều đình đặt ra vấn đề cải cách: liên tiếp các năm 1864, 1866, 1868, 1867, 1881 các quan là Phan Thanh Giản, Phạm Phú Thứ, Nguyễn Trường Tộ, Đinh Văn Điền, Nguyễn Hiệp, Lê Định liên tiếp dâng sớ xin nhà vua cho cải cách toàn diện đất nước nhưng nhà vua không quyết dưới sự bàn ra của các đình thần. Những đề xuất cải cách này được triều đình đem ra hỏi ý kiến quan lại địa phương. Triều đình cũng dùng những đề xuất này làm đầu đề văn sách hỏi ý kiến sĩ tử nhưng dư luận chung lúc đó là từ chối duy tân.Mãi đến năm 1878, triều đình mới bắt đầu cử người thực hiện các bước đầu tiên trong quá trình cải cách là cho học tiếng nước ngoài, nhưng đình thần vẫn bất đồng và nảy sinh hai phe chủ trương cải cách và bảo thủ, rồi đến khi nước Đại Nam dần rơi vào tay quân Pháp cũng nảy sinh hai phe chủ chiến và chủ hòa.
Về việc cá nhân, vua Tự Đức không có con nên ông truyền ngôi lại cho một người con của anh mình là vương tử Nguyễn Phúc Ưng Chân. Việc nối ngôi này liên tiếp gặp nhiều rối ren, Nguyễn Phúc Ưng Chân lên làm vua hiệu là Dục Đức được ba ngày thì bị phế bỏ rồi giết chết; một người con khác của vua Thiệu Trị là Nguyễn Phúc Hồng Dật lên nối ngôi tiếp với hiệu Hiệp Hòa cũng bị ép uống thuốc độc sau năm tháng, vị vua kế là Kiến Phúc cũng đột ngột qua đời (ghi là bệnh, nhưng nghi là bị đầu độc). Việc lập phế liên tiếp này chỉ kết thúc khi vua Hàm Nghi lên ngôi năm 1884.

#### Phong trào Cần Vương

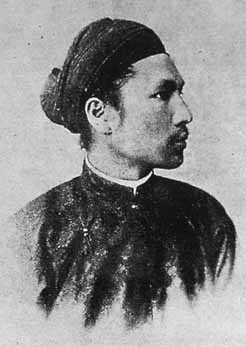
Vua Hàm Nghi, vị vua thứ tám của nhà Nguyễn.

Năm 1885, phái chủ chiến trong triều đình nổi dậy tấn công quân Pháp đóng ở kinh đô Huế nhưng thất bại. Vua Hàm Nghi và Tôn Thất Thuyết chạy ra Tân Sở thuộc Quảng Trị, tại đây Tôn Thất Thuyết mượn danh nghĩa vua Hàm Nghi phát chiếu Cần Vương kêu gọi người Việt nổi dậy đánh Pháp giúp vua. Hưởng ứng lời kêu gọi này, nhiều cuộc nổi dậy đã nổ ra trong đó tiêu biểu là những cuộc khởi nghĩa ở Ba Đình của Phạm Bành và Đinh Công Tráng, khởi nghĩa Bãi Sậy do Nguyễn Thiện Thuật chỉ huy, khởi nghĩa Hương Khê của Phan Đình Phùng và Cao Thắng, khởi nghĩa ở Hưng Hóa do Nguyễn Quang Bích lãnh đạo... Phong trào vẫn tiếp tục phát triển cả sau thời gian vua Hàm Nghi bị Pháp bắt giữ (năm 1888); nó chỉ thực sự chấm dứt khi lãnh đạo cuộc nổi dậy ở Hương Khê là Phan Đình Phùng chết cuối năm 1895.
Nguyên nhân sự thất bại của các phong trào kháng Pháp bởi sự kháng cự của họ chỉ có tính cách địa phương. Các lãnh tụ Cần Vương chỉ có uy tín tại nơi họ xuất thân, tinh thần địa phương mạnh mẽ làm họ chống lại mọi sự thống nhất phong trào trên 1 quy mô lớn hơn. Khi các lãnh tụ bị bắt hay chết thì quân của họ hoặc giải tán hay đầu hàng. Ngoài ra, các đạo quân này không được lòng dân quê nhiều lắm bởi để có phương tiện sống và duy trì chiến đấu, có những lúc họ phải đi cướp phá dân chúng.
Ngoài những lý do trên, sự thất bại của phong trào này còn bởi việc xung đột với các nhóm dân thiểu số tại Việt Nam. Quân Cần Vương giết hại hàng loạt những người Việt theo Công giáo vì cho rằng nhóm dân này làm nội gián cho Pháp, điều này lại thúc đẩy giáo dân tự vệ bằng cách thông báo tin tức cho phía Pháp. Những thống kê của người Pháp cho biết có hơn 20.000 giáo dân đã bị quân Cần Vương giết hại. Chính sách sa thải các quan chức Việt và cho các dân tộc thiểu số được quyền tự trị rộng rãi của Pháp cũng làm cho các sắc dân này đứng về phía Pháp. Chính người Thượng đã bắt Hàm Nghi, các bộ lạc Thái, Mán, Mèo, Nùng, Thổ đều đã cắt đường liên lạc của quân Cần Vương với Trung Hoa làm cạn nguồn khí giới của họ. Quen thuộc rừng núi, họ cũng giúp quân Pháp chiến tranh phản du kích đầy hiệu quả.

### Thời Pháp thuộc

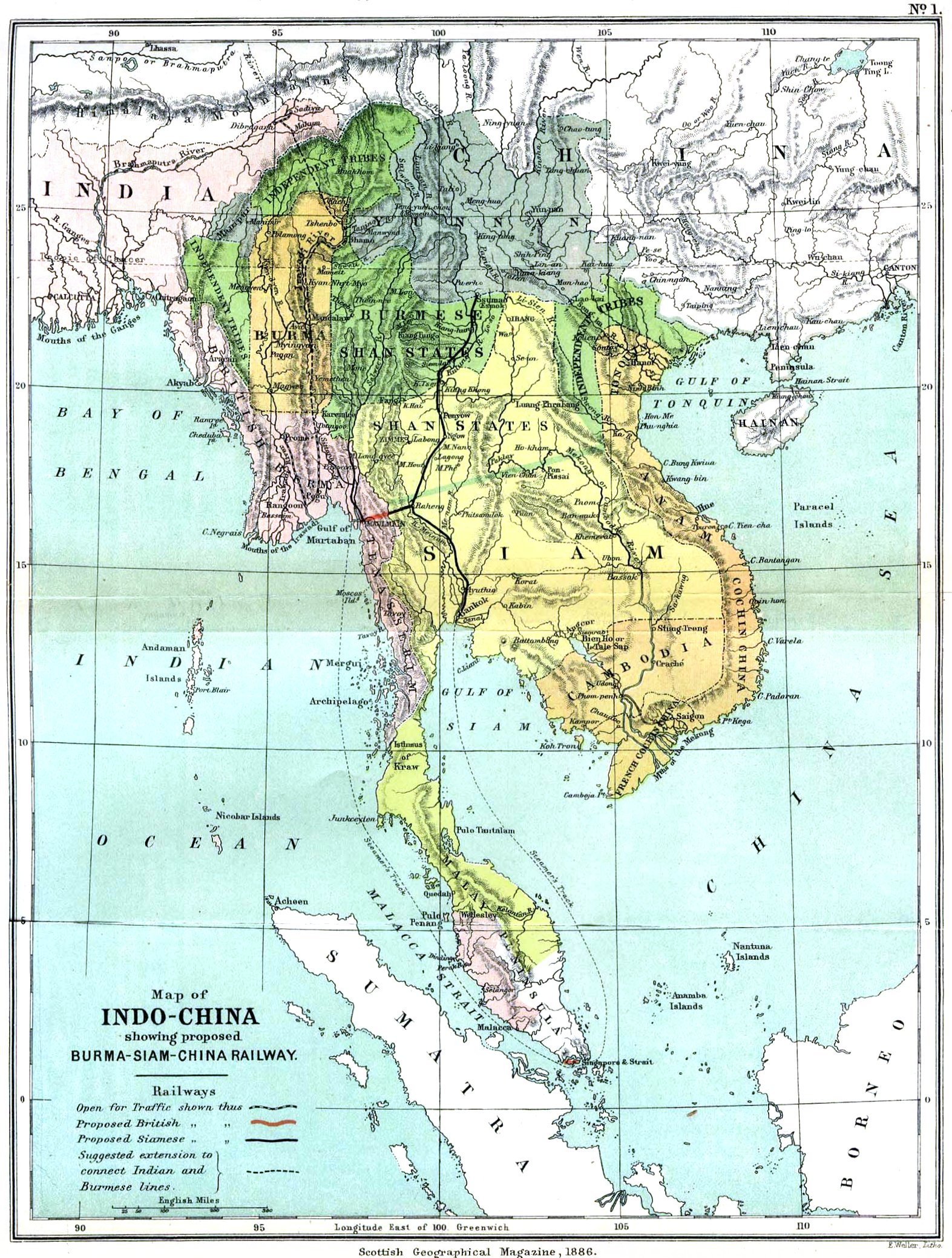
Bản đồ Đông Dương năm 1886

Theo các Hòa ước Harmand và Hòa ước Patenôtre thì chính sách ngoại giao, quân sự và tài chánh do nước Pháp kiểm soát nhưng không có sự hợp nhất giữa 2 quốc gia Đại Nam và Pháp. Nước Pháp sau khi không mua chuộc được vua Hàm Nghi bèn cho ông đi an trí ở Algérie. Sau đó anh cả Kiến Phúc, Hàm Nghi là Nguyễn Phúc Ưng Biện kế vị, lấy niên hiệu là Đồng Khánh. Vua Đồng Khánh bị trách là đã lên ngôi trong những điều kiện quá nhục nhã đối với quốc gia. Bị cô lập và thiếu kinh nghiệm, ông phải nhượng bộ cho người Pháp để đổi lấy sự giúp đỡ về mặt hành chính và quân sự. Năm 1887, Liên bang Đông Dương được thành lập gồm thuộc địa Nam Kỳ, 2 xứ bảo hộ Trung Kỳ và Bắc Kỳ cùng Lào và Cao Miên đều đặt dưới một viên quan Toàn quyền Đông Dương người Pháp. Năm 1888, vua Đồng Khánh còn phải nhường cho nước Pháp mọi quyền hành trên 3 thành phố Hà Nội, Hải Phòng và Đà Nẵng, 3 khu vực này cũng trở thành 3 thuộc địa.
Quyền hành của nhà vua còn bị hạn chế hơn nữa khi Paul Doumer trở thành Toàn quyền Đông Dương. Từ 1897-1902, toàn quyền Paul Doumer đã áp dụng 1 chính sách cai trị độc tài, loại bỏ dần ảnh hưởng của triều Nguyễn. Quan lại cấp tỉnh phải phụ thuộc trực tiếp Thống sứ Pháp, cai trị xứ Bắc Kỳ nhân danh Hoàng đế nhưng lại không cần phải nghe lệnh của vị vua Đại Nam. Các quan cũng phải nhường cho Công sứ Pháp quyền đề cử và bổ nhiệm hương chức. Cơ quan hành chính Pháp cũng phụ trách thu thuế và giao cho ngân khố của triều đình một ngân sách cần thiết cho việc duy trì triều đình. Paul Doumer đã thay thế chế độ bảo hộ bằng chế độ trực trị và triều đình từ lúc đó chỉ còn giữ lại được những hình thức bề ngoài. Vua Thành Thái vào năm 1907 đã bị ép phải thoái vị khi không phê chuẩn việc bổ nhiệm một số quan lại đã được Khâm sứ Lévêque và Hội đồng Thượng thư thỏa thuận. Hoàng tử Nguyễn Phúc Vĩnh San được đưa lên nối ngôi, tức vua Duy Tân. Cũng như vua cha Thành Thái, Duy Tân là người có tư tưởng chống Pháp. Năm 1916, ông liên kết cùng Việt Nam Quang phục Hội của nhóm Thái Phiên và Trần Cao Vân nổi dậy nhưng thất bại và bị đày ra đảo La Réunion cùng lúc với cha mình.
Năm 1922, vua Khải Định sang Pháp để đòi hỏi nước Pháp phải cho người Việt được tham gia chính trị nhiều hơn nhưng cuộc hành trình này đã không đem lại kết quả nào. Chuyến đi này đã bị Nguyễn Ái Quốc châm biếm trong tác phẩm Vi hành của ông đăng trên báo L'Humanité số ngày 19 tháng 2 năm 1923. Ngày 6 tháng 11 năm 1925, lợi dụng việc vua Khải Định vừa qua đời, Toàn quyền Alexandre Varenne đã ép vị vua mới là Bảo Đại mới 12 tuổi phải ký thỏa ước giao cho quan Khâm sứ Pháp các quyền hạn cuối cùng. Thậm chí nhà vua còn không thể lựa chọn các Thượng thư và quan chức. Nước Đại Nam trên thực tế đã trở thành 3 mảnh có đời sống và thể chế riêng biệt. Nam Kỳ sáp nhập vào Pháp, Bắc Kỳ gần như 1 thuộc địa và Trung Kỳ là nơi mà quy chế bảo hộ chỉ là lý thuyết.

## Sụp đổ

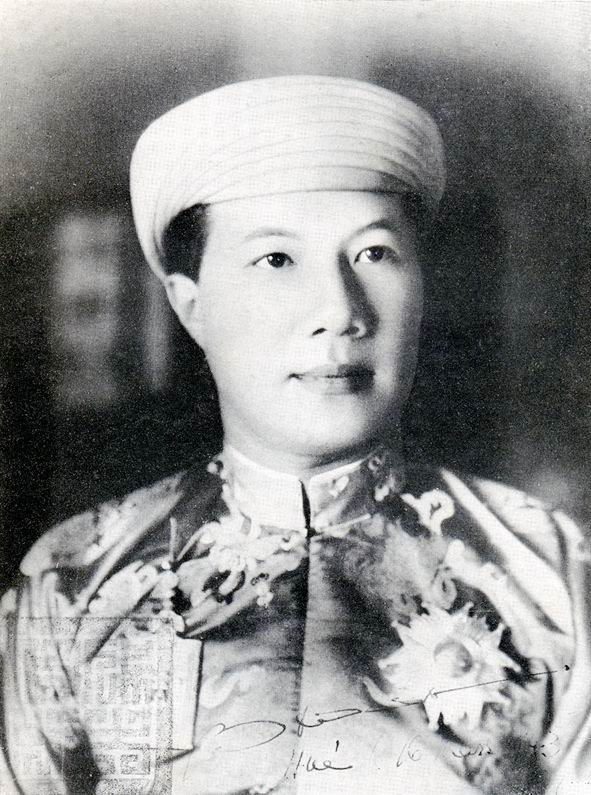
Hoàng đế Bảo Đại, vị vua cuối cùng của nhà Nguyễn, chế độ quân chủ và thời phong kiến ở Việt Nam.

Khi trở về nước năm 1932, Bảo Đại đã mong muốn cải cách xã hội Việt Nam nhưng phong trào này đã chết yểu bởi sự đối địch với các quan Thượng thư của ông như Phạm Quỳnh và Ngô Đình Khả, cũng như sự chống đối của giới bảo thủ và chính phủ bảo hộ Pháp. Nhà vua nản lòng sớm, chuyển sang tiêu khiển bằng bơi thuyền và săn bắn. Trước thực tế nhà Nguyễn không còn khả năng chống Pháp, nhiều đảng phái cách mạng được tổ chức để đánh đuổi người Pháp.  Năm 1926, Tân Việt Cách mạng Đảng hoạt động ở Hà Tĩnh và Sài Gòn. Năm 1927, Phạm Tuấn Tài, Hoàng Phạm Trân, Nguyễn Thái Học lập ra Việt Nam Quốc dân Đảng. Năm 1928, Tạ Thu Thâu và Nguyễn An Ninh lập Đệ tứ Quốc tế. 
Năm 1936, Mặt trận Bình dân Pháp giành chiến thắng cho phép không khí chính trị tại Đông Dương mang tính tự do hơn. Tại Bắc Kỳ và Trung Kỳ, chính phủ Bảo hộ không cho phép đảng phái chính trị nào hoạt động. Dù vậy chính phủ Pháp đã nhượng bộ một phần trước các cuộc bãi công của công nhân. Năm 1937, phong trào đình công và biểu tình lại tái phát vượt quá tính chất nghề nghiệp để mang nhiều tính chính trị hơn. Chiến tranh thế giới thứ hai bùng nổ, Nhật Bản mang quân vào đánh chiếm Đông Dương.
Ngày 9 tháng 3 năm 1945, Nhật Bản đảo chính Pháp. Theo sắp xếp của Nhật Bản, vua Bảo Đại chỉ định Trần Trọng Kim làm Thủ tướng thay thế cho Nội các Phạm Quỳnh tại Huế. Ngày 11 tháng 3 năm 1945, Bảo Đại ra đạo dụ "Tuyên cáo Việt Nam độc lập", tuyên bố hủy bỏ Hòa ước Patenôtre ký với Pháp năm 1884, khôi phục chủ quyền Việt Nam, thống nhất Bắc Kỳ, Trung Kỳ và Nam Kỳ. Trong tuyên bố của Bảo Đại, bãi bỏ các hiệp ước bảo hộ và mất độc lập với Pháp trước đây. Ngày 7 tháng 4 năm 1945, Bảo Đại đã ký đạo dụ số 5 chuẩn y thành phần nội các Trần Trọng Kim và ngày 12 tháng 5 giải thể Viện Dân biểu Trung Kỳ. Tháng 6 năm 1945, chính phủ Trần Trọng Kim đặt quốc hiệu là Đế quốc Việt Nam.
Theo nhà sử học Joyce C. Lebra, Đế quốc Việt Nam được thành lập như một bộ phận của chính sách Khối Thịnh vượng chung Đại Đông Á của Nhật. Tuy nhiên, nó cũng chỉ là một trong những khẩu hiệu và khái niệm được dùng để biện hộ cho sự chiếm đóng của Đế quốc Nhật Bản tại Đông Á từ thập niên 1930 cho đến hết Chiến tranh thế giới thứ hai, trong đó các chính quyền bản xứ phải vận động người dân và nền kinh tế trong nước phục vụ cho lợi ích của Đế quốc Nhật Bản. Các chính quyền này trên danh nghĩa là độc lập, song thực tế không có nhiều quyền lực, hầu hết các chính sách quan trọng đều do lực lượng quân quản Nhật quyết định (tiêu biểu như chính phủ bù nhìn Mãn Châu quốc của cựu hoàng đế nhà Thanh Phổ Nghi hay chính phủ bù nhìn Đế quốc Đại Hàn).
Ngày 16 tháng 8 năm 1945, Trần Trọng Kim tuyên bố sẽ bảo vệ nội các Đế quốc Việt Nam và ngày 18 tháng 8 tạo ra một ủy ban giải phóng dân tộc, nhóm tất cả các đảng phái chính trị để lãnh đạo. Theo lời khuyên của Bộ trưởng Bộ Ngoại giao, Bảo Đại gửi thông điệp cho Tổng thống Truman, vua nước Anh George VI, Thống chế Tưởng Giới Thạch, Tướng De Gaulle đề nghị công nhận chính phủ Đế quốc Việt Nam. Thông điệp này có đoạn "Ông sẽ hiểu tốt hơn nếu ông có thể chứng kiến những gì đang diễn ra ở đây, nếu ông có thể cảm nhận được khát khao độc lập đến tận tâm can của mỗi người mà không một thế lực nào có thể ngăn cản nổi. Thậm chí nếu ông muốn tái lập chế độ cai trị của người Pháp ở đây thì nó sẽ không tiếp tục được tuân phục; mỗi làng mạc sẽ trở thành một ổ kháng chiến, mỗi người cộng tác cũ thành một kẻ thù và những quan chức, những tên thực dân của ông chính họ sẽ yêu cầu rời khỏi không khí ngạt thở này... Chúng ta có thể dễ dàng hiểu nhau và trở thành bạn bè nếu ông hủy bỏ tuyên bố trở thành ông chủ của chúng tôi một lần nữa" và cho rằng sự độc lập của Việt Nam "chỉ có nghĩa là bảo vệ lợi ích của Pháp và ảnh hưởng tinh thần Pháp ở Đông Dương". Tuy nhiên De Gaulle dự kiến sẽ hậu thuẫn cho một chế độ quân chủ mà người đứng đầu không phải là Bảo Đại, người đã thỏa hiệp với Nhật Bản (kẻ thù của Pháp), mà là Vĩnh San, được xem như là một người "Gaullist". Tất cả các bức thư của Bảo Đại đều không được hồi âm, bởi theo Tuyên bố Cairo, các nước trong khối Đồng Minh sẽ không công nhận bất cứ chính phủ nào do Đế quốc Nhật Bản thành lập tại các lãnh thổ mà Nhật chiếm đóng. Đến 24 tháng 8, Hội đồng Cơ mật khuyên vua Bảo Đại quyết định thoái vị "để không phải là một trở ngại cho sự giải phóng của đất nước".
Sau khi Nhật đầu hàng Đồng Minh ngày 15 tháng 8 năm 1945, Mặt trận Việt Minh do Hồ Chí Minh lãnh đạo đã thực hiện thành công Cách mạng tháng Tám, đưa Việt Nam trở thành nước độc lập từ tay người Nhật và người Pháp. Ngày 30 tháng 8 năm 1945, vua Bảo Đại đọc bản Tuyên ngôn Thoái vị trước cửa Ngọ Môn. Đế quốc Việt Nam bị giải tán và Chính phủ lâm thời do Hồ Chí Minh làm Chủ tịch chính thức tuyên bố Việt Nam độc lập ngày 2 tháng 9 năm 1945. Sự kiện Bảo Đại thoái vị chính thức đánh dấu sự sụp đổ của nhà Nguyễn (mặc dù sau đó, dưới sự sắp đặt của Pháp, Bảo Đại còn tiếp tục làm quốc trưởng Quốc gia Việt Nam từ ngày 1 tháng 7 năm 1949 đến ngày 26 tháng 10 năm 1955). Sự kiện này cũng đã đánh dấu sự chấm dứt suốt 2.000 năm chế độ quân chủ chuyên chế ở Việt Nam, đồng thời Huế không còn tồn tại là kinh đô Việt Nam nữa. Nhà Nguyễn tồn tại 143 năm, có 13 đời vua thuộc 7 thế hệ.

## Di sản

### Văn hóa

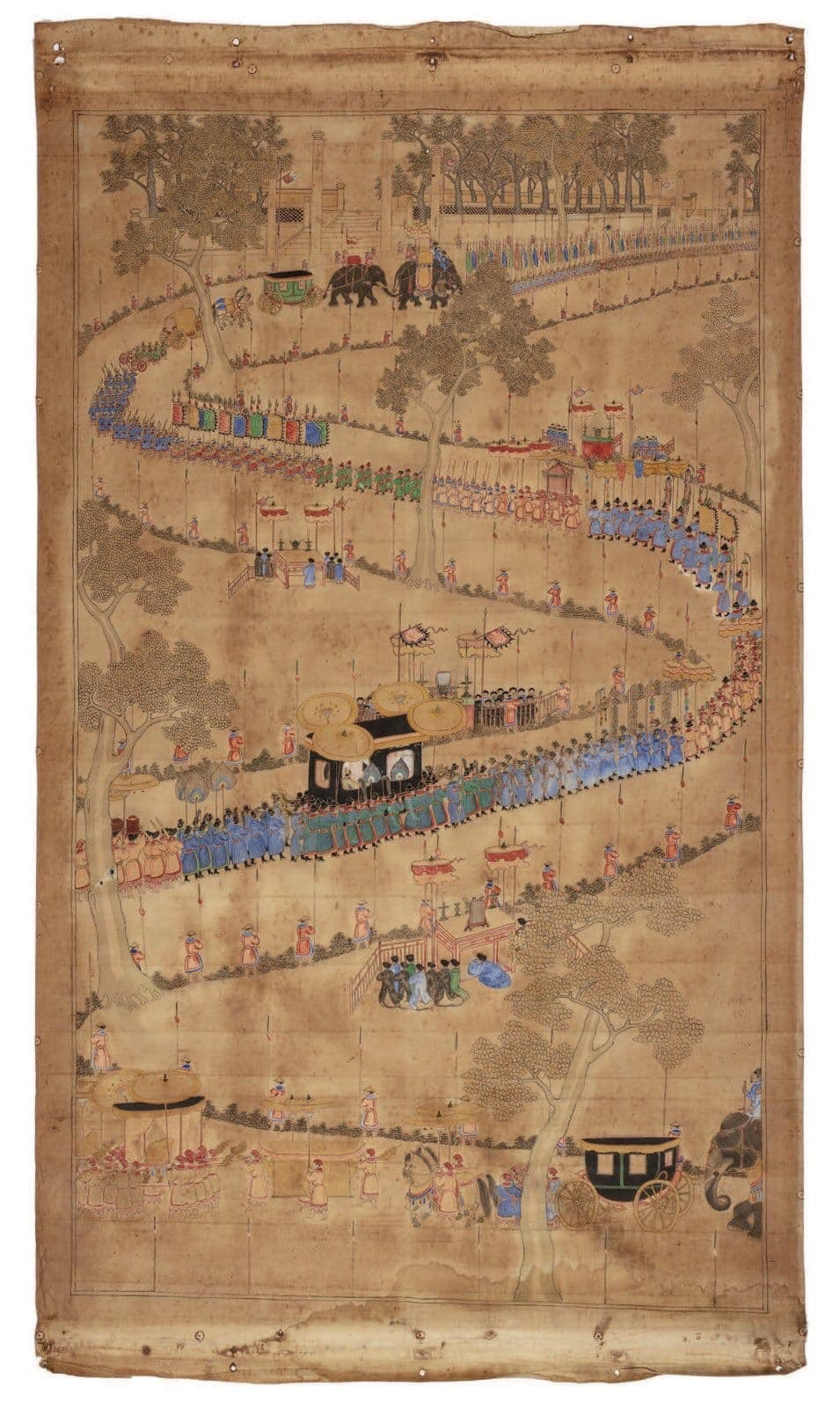
Tranh vẽ đoàn rước trong lễ tế Nam Giao thời Nguyễn

Thời kỳ nhà Nguyễn đã để lại nhiều di sản văn hóa cho dân tộc Việt Nam, một số đã được UNESCO công nhận là di sản văn hóa thế giới như Quần thể di tích Cố đô Huế, di sản văn hóa phi vật thể như Nhã nhạc cung đình Huế và Di sản tư liệu thế giới như Mộc bản triều Nguyễn. Giáo sư Phan Huy Lê nhận xét rằng: "Chưa có một thời kỳ lịch sử nào để lại cho dân tộc ba di sản văn hóa được thế giới công nhận và tôn vinh với những giá trị mang ý nghĩa toàn cầu như vậy." 
Nhà Nguyễn cũng để lại hệ thống thư tịch rất lớn như Châu bản triều Nguyễn; và hàng ngàn di tích kiến trúc như đình, chùa miếu, nhà thờ... trải dài từ Nam chí Bắc... Nhiều di sản trong số này có thời kỳ dài bị lãng quên do bị coi như một thứ "tàn dư của phong kiến thối nát", nay được "khơi lại, phủi bụi, tôn vinh".

### Quần thể di tích Cố đô Huế

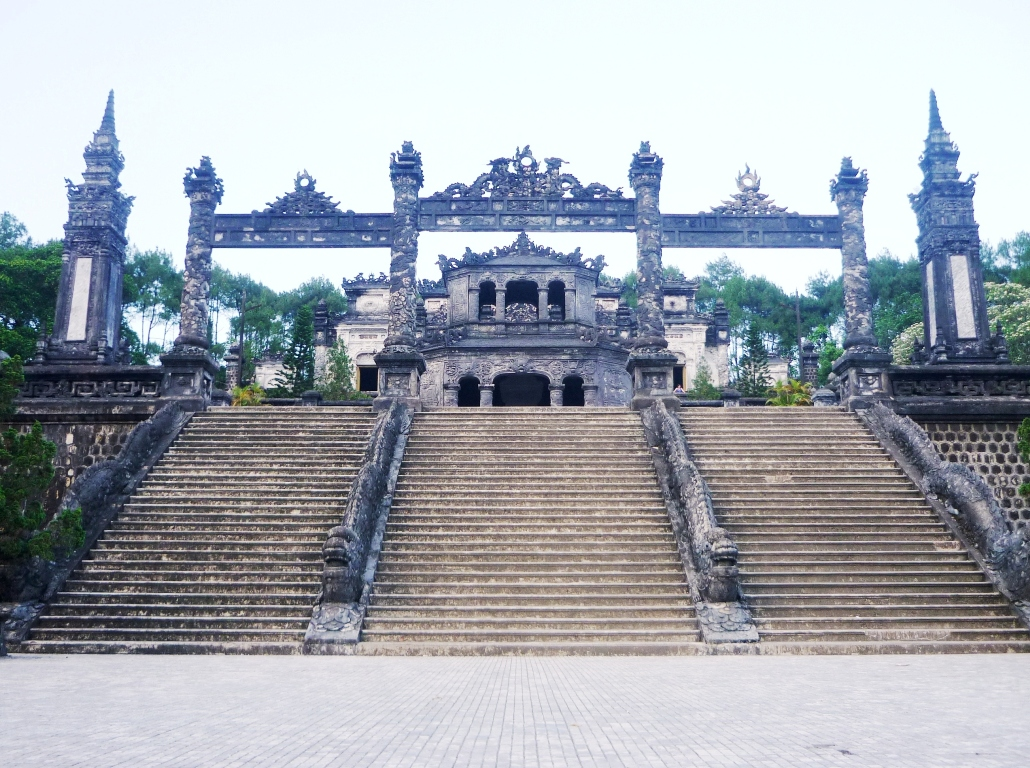
Lăng Khải Định.

Quần thể di tích Cố đô Huế được UNESCO công nhận là Di sản Văn hóa Thế giới vào ngày 11 tháng 12 năm 1993. Phần lớn các di tích này hiện nay thuộc sự quản lý của Trung tâm Bảo tồn Di tích Cố đô Huế. Trong lịch sử Việt Nam thời cận đại, công trình xây dựng Kinh thành Huế có lẽ là công trình đồ sộ, quy mô nhất với hàng vạn lượt người tham gia thi công, hàng triệu mét khối đất đá, với một khối lượng công việc khổng lồ như đào hào, lấp sông, di dân, dời mộ, đắp thành... kéo dài từ thời điểm tiến hành khảo sát dưới triều vua Gia Long năm 1803 đến khi hoàn chỉnh triều vua Minh Mạng vào năm 1832. Phong cách kiến trúc và cách bố phòng khiến Kinh thành Huế thực sự là một pháo đài vĩ đại và kiên cố nhất từ trước đến nay ở Việt Nam mà một thuyền trưởng người Pháp là Le Rey khi tới Huế năm 1819 phải thốt lên: "Kinh Thành Huế thực sự là pháo đài đẹp nhất, đăng đối nhất ở Đông Dương, thậm chí so với cả pháo đài William ở Calcutta và Saint Georges ở Madras do người Anh xây dựng".

### Mộc bản và bảo vật

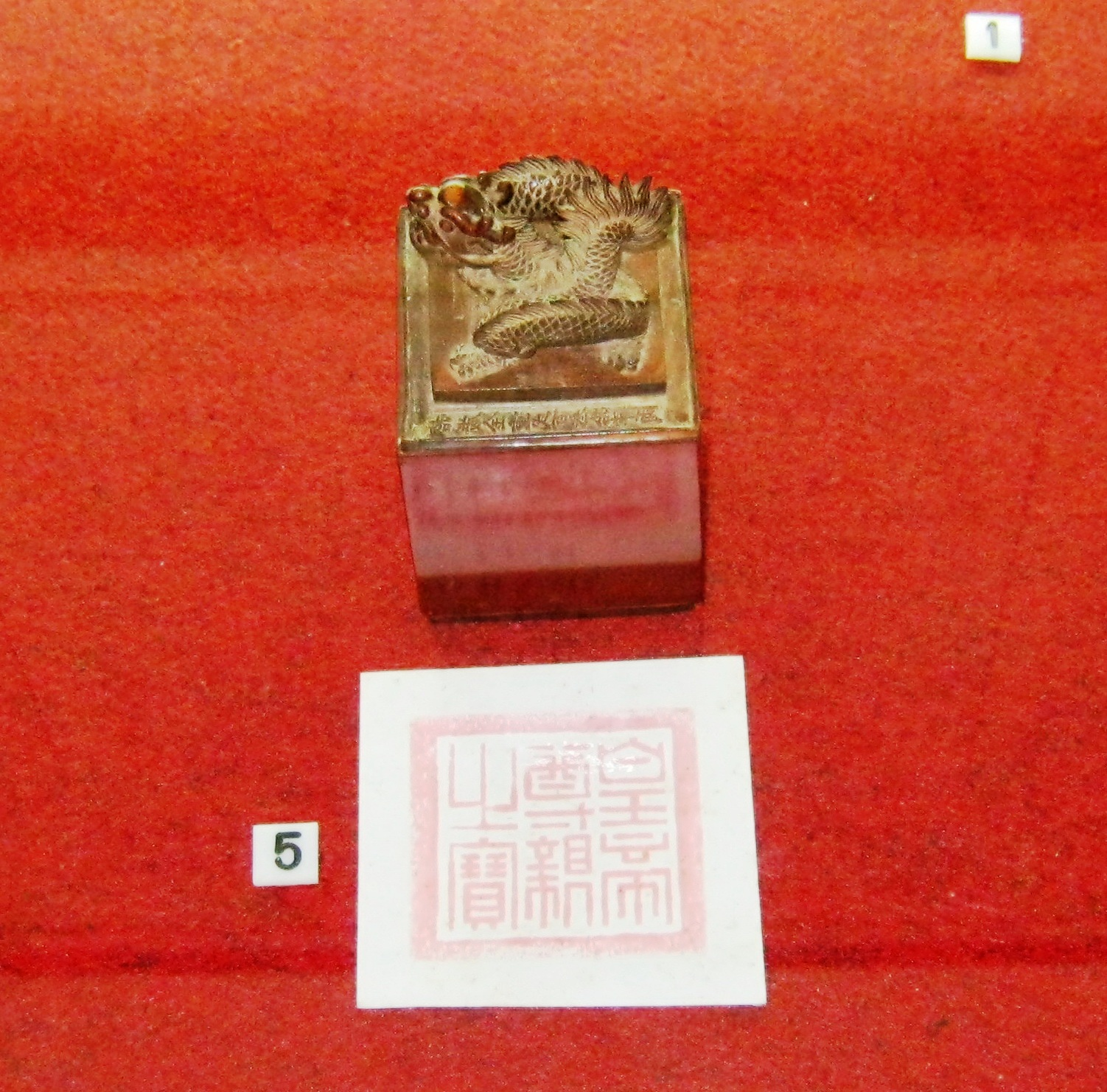
Con dấu "Hoàng đế tôn thân chi bảo" bằng ngà (1885) của triều Nguyễn, hiện đang trưng bày trong Bảo tàng Lịch sử Thành phố Hồ Chí Minh

Mộc bản triều Nguyễn được UNESCO công nhận là di sản tư liệu thế giới đầu tiên tại Việt Nam ngày 31 tháng 7 năm 2009. Bộ Mộc bản này gồm 34.618 tấm, là những văn bản Hán–Nôm được khắc ngược trên gỗ để in ra các sách tại Việt Nam vào thế kỷ 19 và đầu thế kỷ 20, và hiện đang được bảo quản tại Trung tâm Lưu trữ Quốc gia IV – Đà Lạt, Lâm Đồng (xưa và nay vẫn là Biệt điện Trần Lệ Xuân – Khu Di tích của Đà Lạt).
Ngoài những di tích lịch sử như đền đài, dinh thự, thời đại nhà Nguyễn cũng để lại nhiều bảo vật, là dấu tích của mỹ thuật Việt Nam thế kỷ 18 và 19, trong đó có nhiều kim ấn, ngọc tỷ truyền quốc, bửu tỷ, bảo kiếm, hàng thủ công mỹ nghệ và mỹ thuật. Cuối năm 2010, lần đầu tiên sau 50 năm được bảo quản tại Bảo tàng Lịch sử Việt Nam, những báu vật này đã được đem ra trưng bày. Riêng quốc ấn (nặng khoảng 10 kg vàng) và quốc kiếm của vua Bảo Đại, trao lại cho Trần Huy Liệu, Trưởng đoàn Đại biểu chính phủ Việt Nam Dân chủ Cộng hòa vào năm 1945 đã bị mất trộm tại viện bảo tàng Việt Nam và thất lạc. Cả ấn tín của hoàng hậu Nam Phương cũng bị trộm mất.

## Nguyên nhân mất nước vào tay Pháp

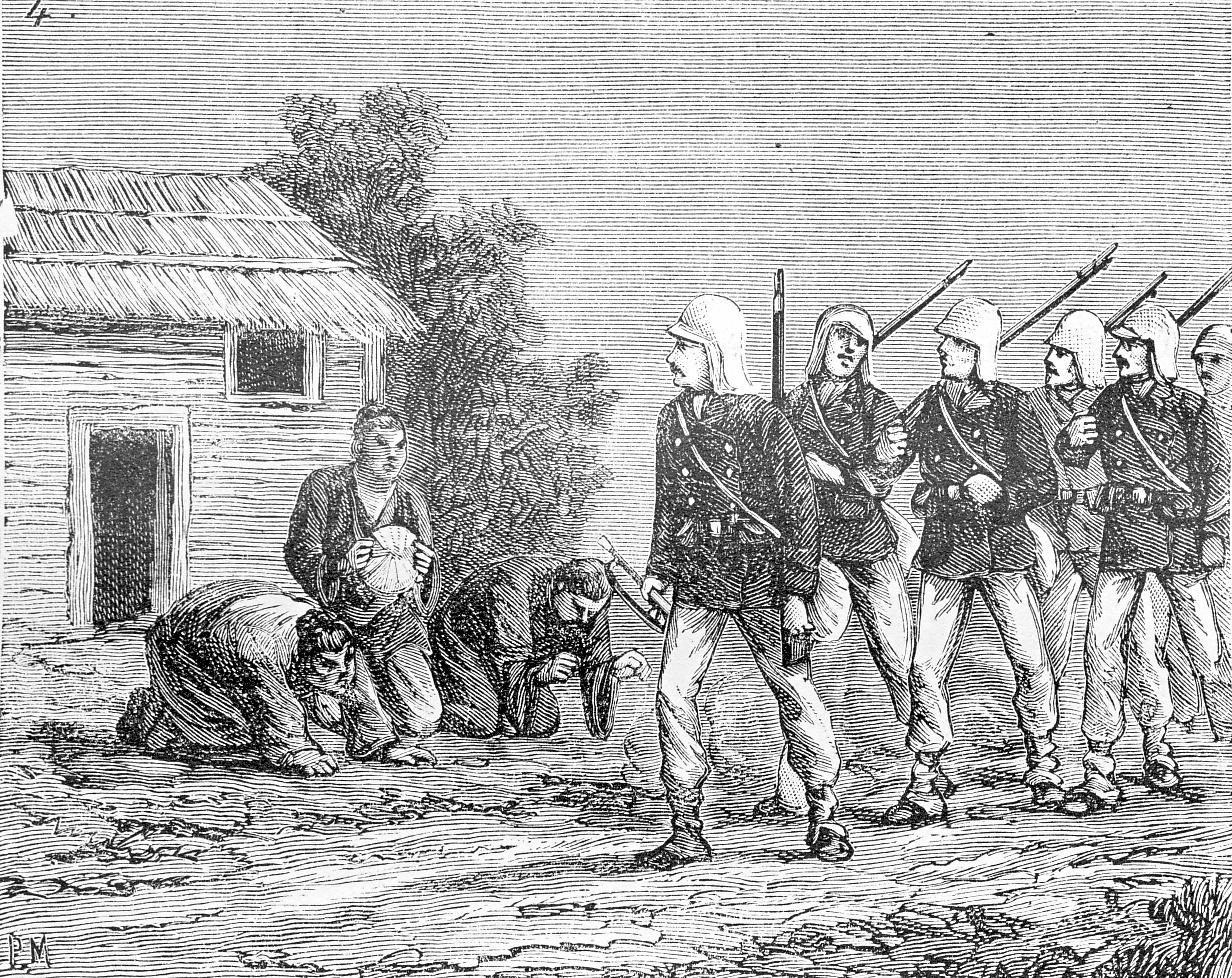
Người dân Bắc Kỳ (Tonkinese) sụp lạy các binh sĩ Pháp năm 1884. Tranh vẽ trong cuốn La guerre du Tonkin (phát hành tại Paris, 1887) của L. Huard.

## Lệ bất khả